# Südafrikanische Rugby-Union-Nationalmannschaft
Die südafrikanische Rugby-Union-Nationalmannschaft ist die Nationalmannschaft Südafrikas in der Sportart Rugby Union und repräsentiert das Land bei allen Länderspielen (Test Matches) der Männer. Die Mannschaft ist besser bekannt unter ihrem englischen Spitznamen Springboks, benannt nach der Springbock-Antilope. Umgangssprachlich wird das Team auf Afrikaans als Springbokke und auf isiXhosa sowie isiZulu als amaBokoboko bezeichnet (in deren Kurzformen auch Boks oder Bokke genannt). Rugby Union wird als eine der Nationalsportarten Südafrikas betrachtet und die Nationalmannschaft hat gegen fast jeden bisherigen Gegner eine positive Gewinnbilanz, mit Ausnahme der „All Blacks“ aus Neuseeland.
Seine wichtigsten internationalen Auftritte hat das Team bei den alle vier Jahre stattfindenden Weltmeisterschaften. Bisher konnte Südafrika viermal den Weltmeistertitel erringen, bei der Erstteilnahme 1995 sowie in den Jahren 2007, 2019 und 2023. Die Springboks sind somit bisher die einzigen Vierfachweltmeister. Seit 1996 nehmen sie am jährlich stattfindenden Turnier Rugby Championship teil (bis 2011 als Tri Nations bekannt). Teilnehmer sind die vier besten Nationalmannschaften der südlichen Hemisphäre: Neben den Springboks sind dies die „Pumas“ aus Argentinien, die „Wallabies“ aus Australien und die „All Blacks“. Das Team hat das Tri Nations dreimal für sich entschieden (1998, 2004 und 2009) und zweimal den Nachfolger Rugby Championship (2019 und 2024).
1891 trugen die Springboks ihr erstes Test Match gegen die British Lions aus, eine Auswahlmannschaft der vier britischen Home Nations. Bis zur Professionalisierung Mitte der 1990er Jahre war Rugby Union ein Amateursport, der auf internationaler Ebene von zum Teil monatelangen Touren ins Ausland geprägt war, bei denen die Nationalteams nicht nur gegeneinander antraten, sondern auch gegen Regionalauswahlen und Vereinsmannschaften. Während der Zeit der Apartheid mussten die Springboks aufgrund von Boykottmaßnahmen unter anderem auf die Teilnahme an den beiden ersten Weltmeisterschaften in den Jahren 1987 und 1991 verzichten.
Seit jeher gehört die in gold-grünen Trikots und weißen Hosen auftretende Mannschaft zu den besten der Welt und der Zentralverband des Landes, die South African Rugby Union zählt neben zehn anderen zur ersten Stärkeklasse (first tier) des Weltverbandes World Rugby. Die Nationalmannschaft ist aktuell (Oktober 2024) auf dem zweiten Platz der World-Rugby-Weltrangliste. 2004, 2007, 2009 und 2019 zeichnete World Rugby sie als „Mannschaft des Jahres“ aus. 13 ehemalige Spieler wurden in die World Rugby Hall of Fame aufgenommen.

## Organisation

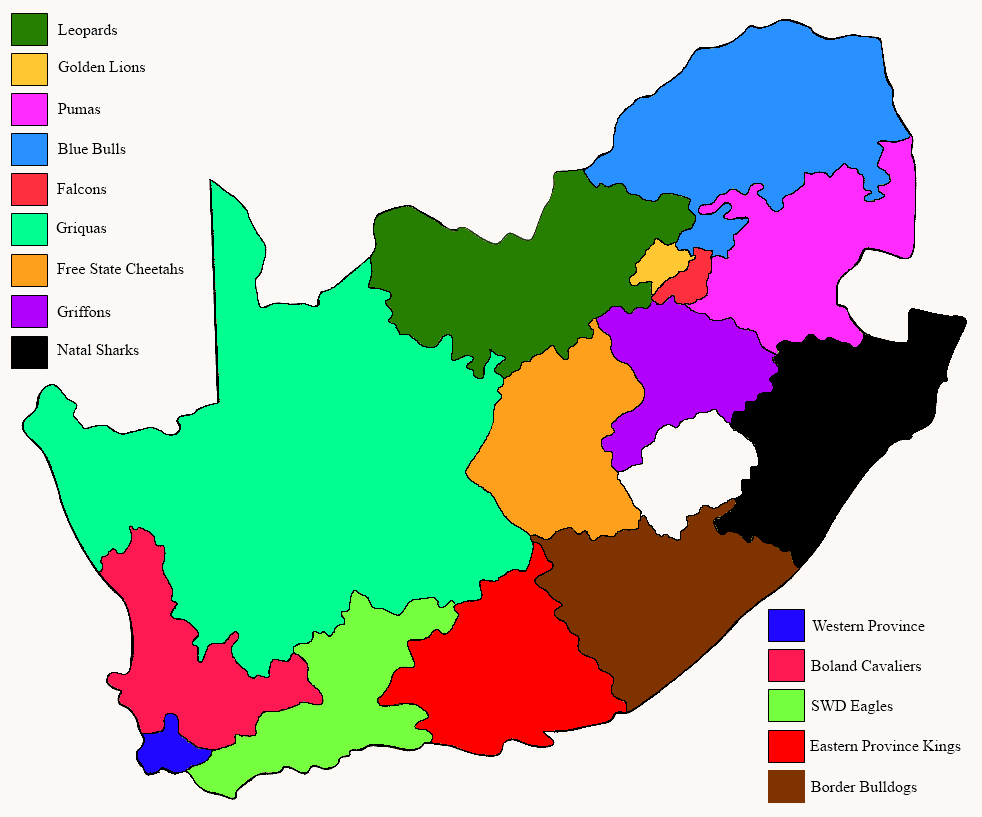
Karte der südafrikanischen Regionalverbände und deren Mannschaften

Verantwortlich für die Organisation von Rugby Union in Südafrika ist die South African Rugby Union (SARU), bis 2005 South African Rugby Football Union (SARFU) genannt. Sie entstand 1992 aus der Vereinigung des „weißen“ South African Rugby Board und der für alle „Rassen“ offen stehenden South African Rugby Union. Im Juli desselben Jahres trat der südafrikanische Verband der Confédération Africaine de Rugby (Confederation of African Rugby; heute Rugby Africa), bei, seitdem der mit Abstand größte Verband des Kontinents. Die SARU besteht aus 14 Regionalverbänden, die jeweils eine eigene Mannschaft für den Currie Cup, den ältesten und wichtigen Ligatitel in Südafrika, abstellen. Daneben findet jährlich die SuperSport Rugby Challenge statt.
Neben der eigentlichen Nationalmannschaft ruft die SARU weitere Auswahlmannschaften zusammen. Die Junior Springboks sind die U-20-Nationalmannschaft und nehmen an der entsprechenden Rugby Championship sowie den Weltmeisterschaften teil. Hinzu kommen die Blitzboks, die Nationalmannschaft für Siebener-Rugby. Kinder und Jugendliche werden bereits in der Schule an den Rugbysport herangeführt und je nach Interesse und Talent beginnt dann die Ausbildung. Die talentiertesten Spieler auf Schulebene werden jährlich nach der Craven Week (benannt nach Danie Craven) im Team SA Schools zusammengeführt. Jede südafrikanische Universität besitzt eine eigene Rugbymannschaft, die am Varsity Cup und am Varsity Shield teilnehmen kann.
Der nationalen Meisterschaft übergeordnet ist die zusammen mit Mannschaften aus Irland und Wales sowie je zwei Franchises aus Italien und Schottland ausgetragene internationale Meisterschaft United Rugby Championship. Dabei ist Südafrika mit vier Franchises vertreten, die von der SARU betreut werden: Die Bulls aus Pretoria, die Lions aus Johannesburg, die Sharks aus Durban und die Stormers aus Kapstadt. Da sich die Spielzeiten nur wenig überschneiden, kommen zahlreiche Spieler in beiden Profiligen zum Einsatz.

## Geschichte

### Einführung des Rugbysports in Südafrika

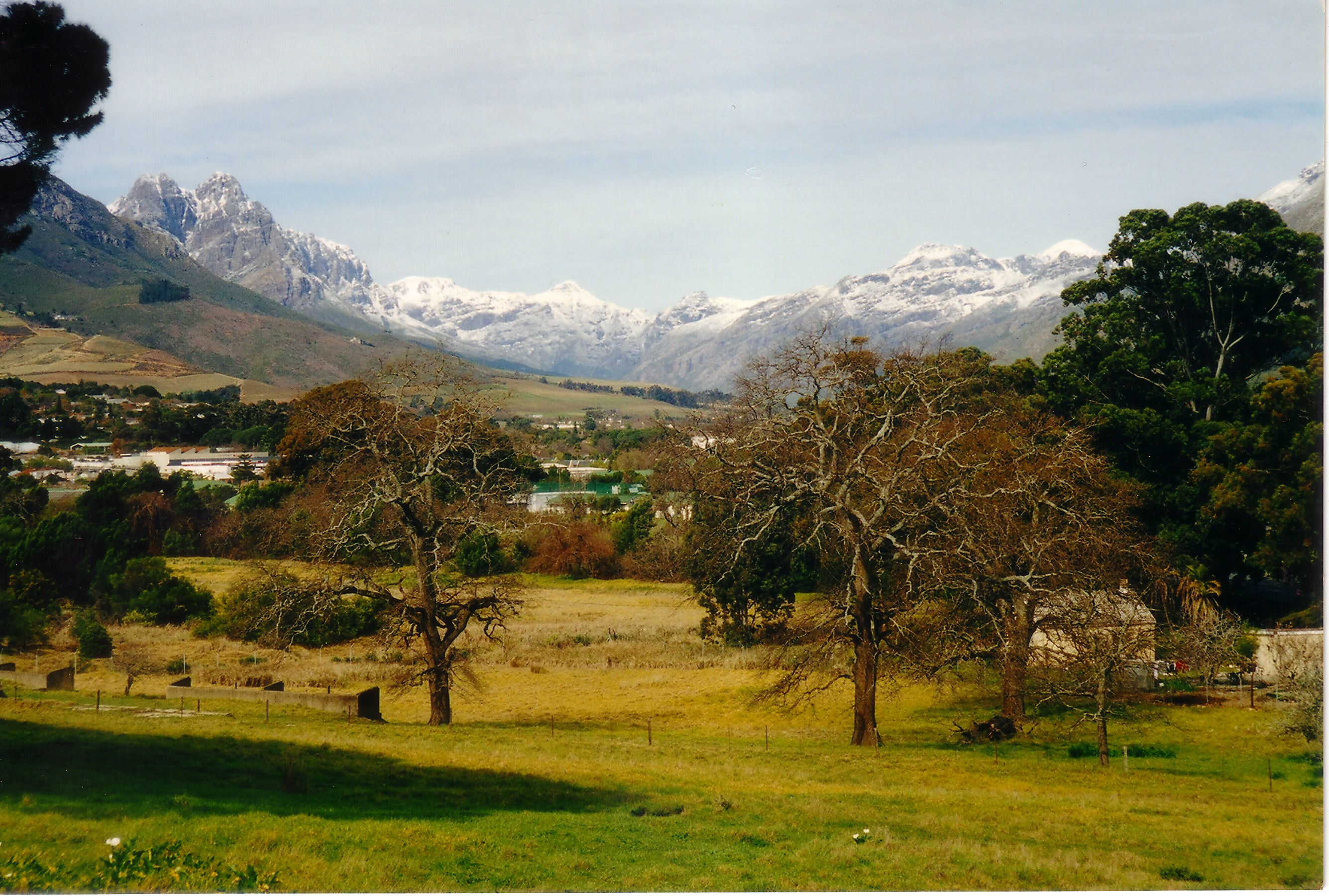
Landschaft bei Stellenbosch, wo 1883 der Stellenbosch Club gegründet wurde

1861 wurde George Ogilvie Rektor des Diocesan College, eines renommierten Internats in Kapstadt. Er machte den Schülern ein als Gog’s Game bekanntes fußballähnliches Spiel bekannt, so wie es am Winchester College in England unterrichtet wurde. Das Spiel ähnelte dem heutigen Rugby schon sehr und wird als Beginn des Rugbysports in Südafrika angesehen. Unter den Jugendlichen und den jungen Erwachsenen Kapstadts erlangte es schnell an Beliebtheit. Am 23. August 1862 fand im Stadtteil Green Point das erste offizielle Spiel zwischen 17 Offizieren der Armee und 15 Beamten (darunter der spätere Premierminister der Kapkolonie John X. Merriman) statt und endete 0:0. Die lokale Presse berichtete von mehreren Fußballspielen zwischen ad hoc zusammengestellten Mannschaften wie „Stadt gegen Vororte“ oder „Daheim (Britisch)-geborene gegen in der Kolonie geborene“.
Der 1871 gegründete englische Verband Rugby Football Union legte die Spielregeln verbindlich fest. Für die Verbreitung der neuen Sportart waren maßgeblich britische Kolonisten sowie Soldaten verantwortlich. William Henry Milton, späterer Administrator von Mashonaland, führte die standardisierten Regeln 1878 in Südafrika ein. Zwei Vereine beanspruchen die Ehre für sich, erster Rugbyverein des Landes zu sein, der Hamilton RFC und der Villagers RFC. 1883 bestanden im Westen des Landes bereits genügend Vereine, um einen Verband, die Western Province Rugby Football Union, zu gründen. Rugby verbreitete sich über das ganze Land und es entstanden weitere regionale Verbände. 1889 fand die erste nationale Meisterschaft statt. Der im selben Jahr gegründete Verband South African Rugby Board stand nur den Clubs der Weißen offen. Die Vereine der „Coloureds“ und der Schwarzen mussten sich in eigenen Verbänden organisieren und ihre Spieler blieben jahrzehntelang von der Nationalmannschaft ausgeschlossen.

### Die ersten Länderspiele

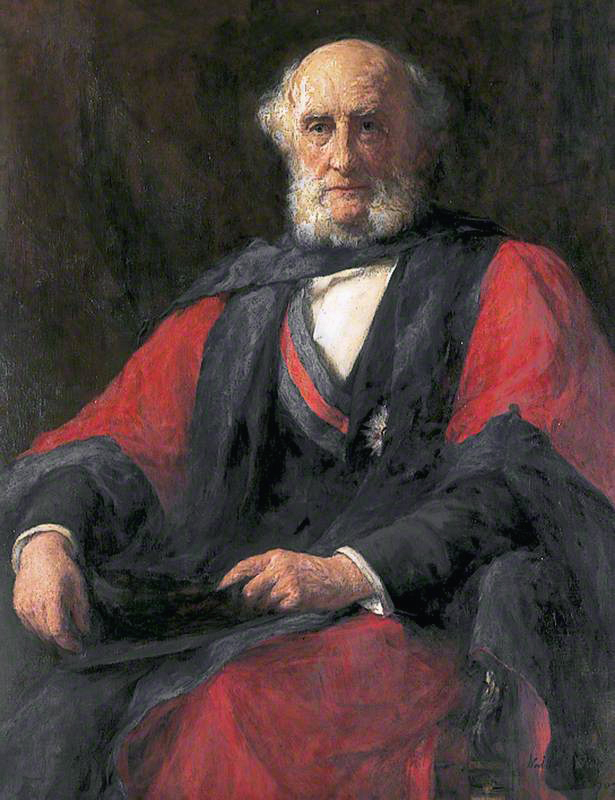
Donald Currie stiftete den Currie Cup

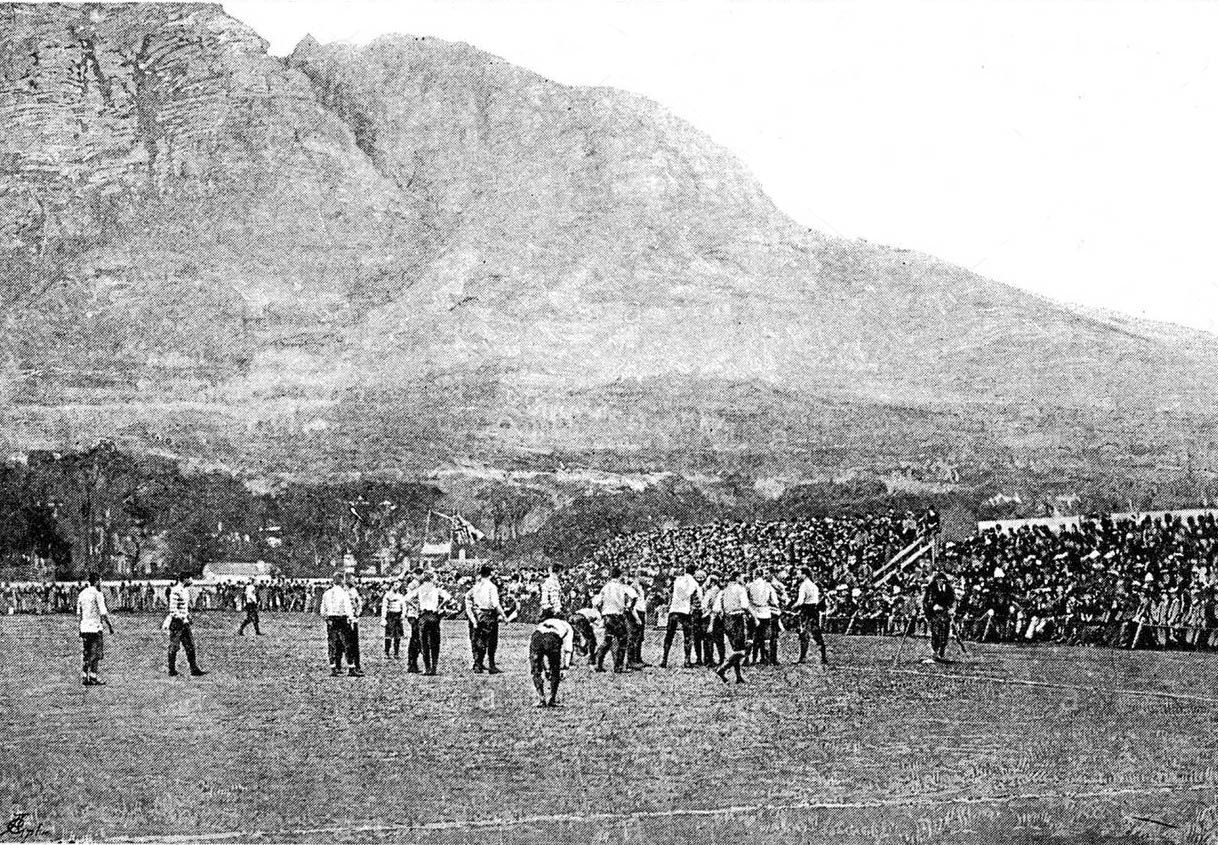
Spiel der britischen Auswahl gegen die Kapkolonie (1891)

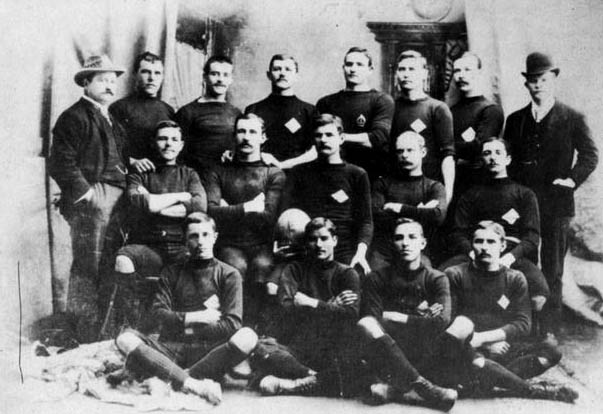
Die südafrikanische Mannschaft des zweiten Test Match gegen die Briten 1891

1891 fand, finanziert durch Cecil Rhodes, die erste internationale Tour einer britischen Auswahlmannschaft (der heutigen British and Irish Lions) durch Südafrika statt. Die Briten gewannen sämtliche 20 Spiele gegen regionale Teams und die südafrikanische Auswahl; erst im letzten Spiel gelang es dem Team von Kapstadt, einen Punkt zu erzielen. Die drei Begegnungen der Lions gegen die gesamtsüdafrikanische Auswahl (die erste am 30. Juli in Port Elizabeth) gelten als Test Matches, obschon die Südafrikanische Union erst ab 1910 bestand. Während der Tour überreichten die Briten einen von Donald Currie gestifteten Pokal der Mannschaft von Griqualand West, die ihrer Meinung nach die beste Leistung erbracht hatte. Noch heute ist der Currie Cup die Trophäe der gleichnamigen nationalen Meisterschaft Südafrikas.
Fünf Jahre später kehrten die Lions zu einer 21 Spiele umfassenden Tour nach Südafrika zurück. In der Zwischenzeit hatte sich das Spiel der Südafrikaner merklich verbessert und sie konnten eines von vier Test Matches für sich entscheiden, als sie am 5. September 1896 mit 5:0 gewannen. Zum ersten Mal hatten die Südafrikaner grüne Shirts getragen, die ihr Kapitän Barry Heatlie von seinem Verein Old Dioceseans ausgeliehen hatte. Rugby stieß in der südafrikanischen Presse auf großes Interesse und erlebte dadurch einen enormen Aufschwung. Nicht nur die britischen Kolonisten, auch die niederländischstämmigen Buren nahmen das Rugbyspiel in ihre Alltagskultur auf. Es war so beliebt, dass es am 29. April 1902 während des Zweiten Burenkriegs sogar einen vorübergehenden Waffenstillstand gab, sodass ein Spiel zwischen den Truppen der Briten und der Buren ausgetragen werden konnte. Weitere Verbreitung erfuhr Rugby unter den Buren, als diese während des Krieges in britische Kriegsgefangenschaft gerieten und in den Lagern Spiele austrugen.
Am Kap nahm vor allem die Universität Stellenbosch eine wichtige Rolle in der Ausbildung zukünftiger Rugbyspieler und -organisatoren ein. Die erste Erwähnung eines Rugbyclubs in Stellenbosch datiert auf das Jahr 1880, die offizielle Universitätsmannschaft wurde jedoch erst 1919 gegründet. Stellenboschs Lage in der Nähe von Kapstadt, wo das Rugbyspiel Ende des 19. Jahrhunderts bereits etabliert war, hatte bei der Entwicklung des Sports geholfen. Von hier aus wurde der Sport durch jährliche Touren und Afrikaans-Lehrer sowie Prediger im Umland verbreitet.
Nur gerade ein Jahr nach dem Frieden von Vereeniging, der den Zweiten Burenkrieg beendete, besuchten die Lions 1903 zum dritten Mal Südafrika. Sie verloren erstmals eine Serie in Südafrika, indem sie in den ersten beiden Test Matches unentschieden spielten und im dritten am 12. September in Kapstadt mit 0:8 unterlagen. Während dieser Tour konnten sie nur elf ihrer 22 Spiele für sich entscheiden. Bis 1956 verloren die Südafrikaner keine ihrer Test-Match-Serien mehr, weder daheim noch auswärts. Im letzten Test Match spielte Südafrika wieder in grünen kragenlosen Trikots des Old Diocesan Club, die sie schon während ihres ersten Sieges 1896 getragen hatten. Dieser Erfolg der Mannschaft führte zum Entschluss, von nun an nur noch in grünen Trikots zu spielen.

### Etablierung der „Springboks“

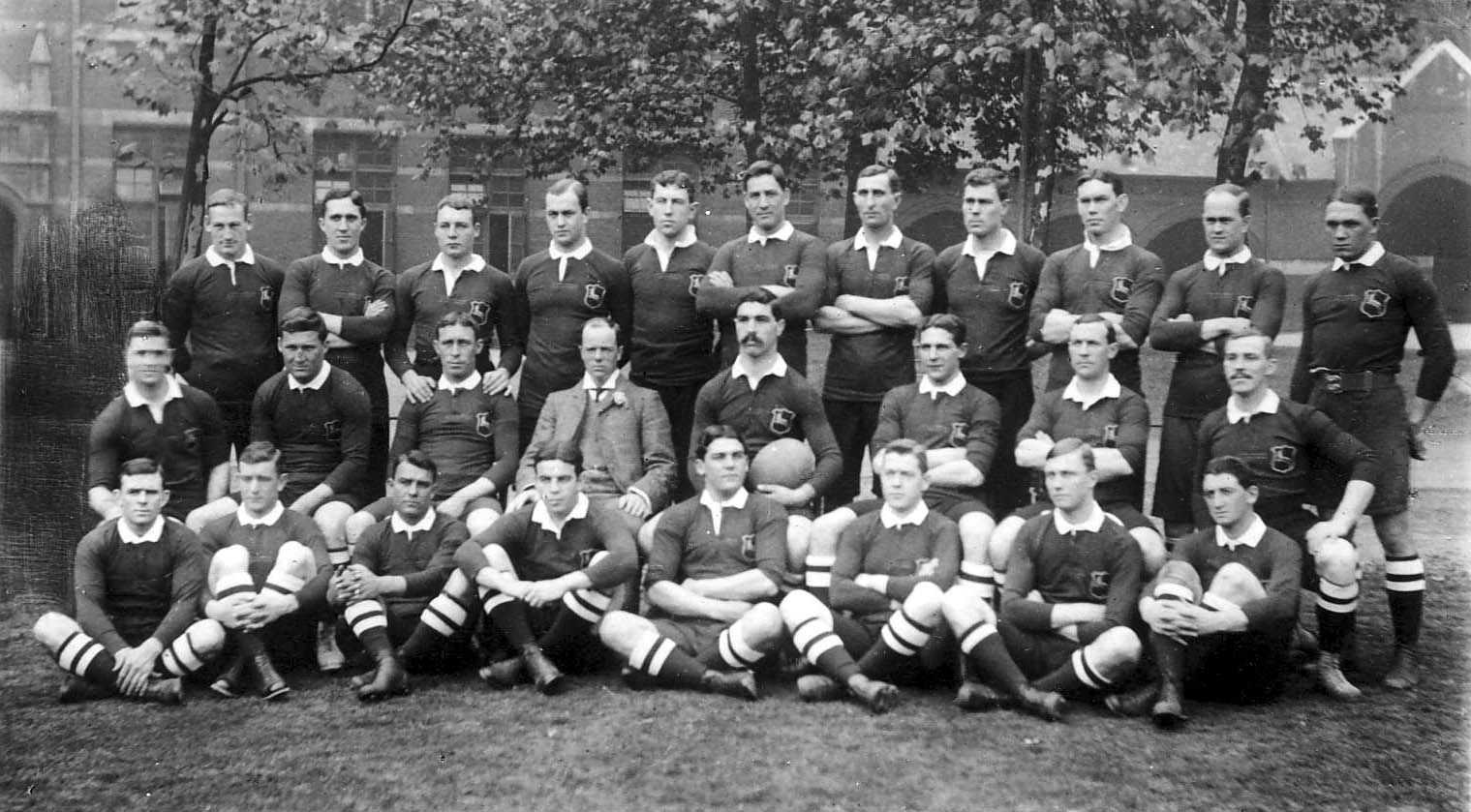
Die Mannschaft im Jahr 1906, gegen Cambridge

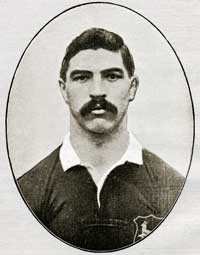
Paul Roos, Kapitän der Springboks während ihrer ersten Tour auf die Britischen Inseln 1906

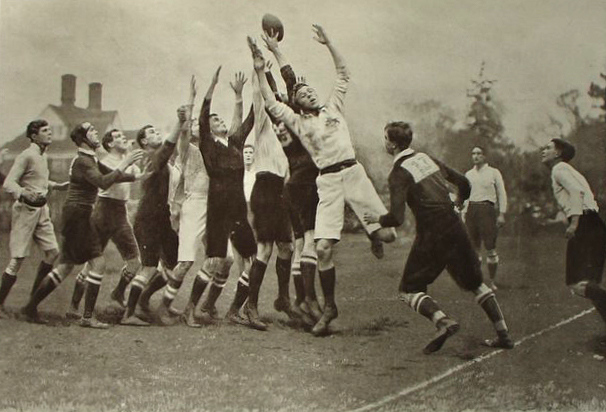
Die Mannschaft von 1906 spielt gegen Cambridge

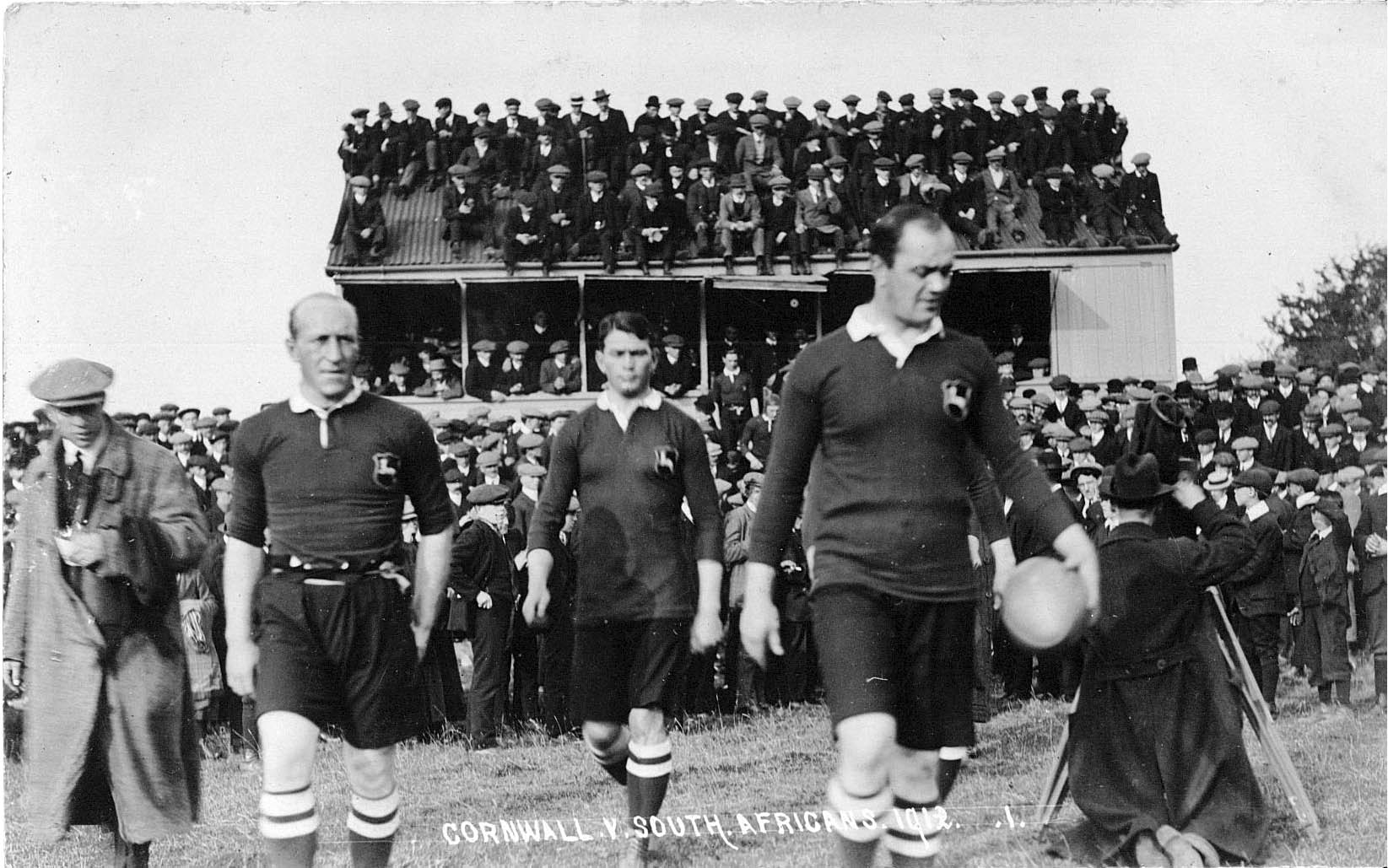
Die Springboks gegen Cornwall während ihrer Europatour 1912/13

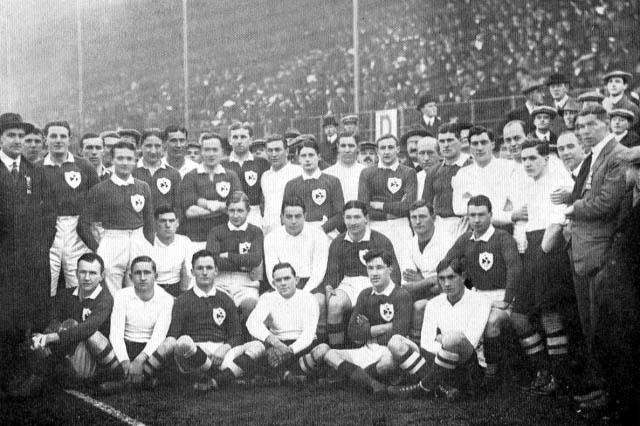
Gemeinsames Gruppenfoto der irischen und südafrikanischen Mannschaft (30. November 1912)

Schon vor der Lions-Tour 1903 hatte der South African Rugby Board beschlossen, die grünen Trikots um ein Springbock-Emblem zu ergänzen. Das Emblem konnte jedoch nicht mehr rechtzeitig auf die Trikots aufgestickt werden. Die Mannschaft von 1906/7 trug grüne Trikots mit Emblem und weißem Kragen sowie schwarze Hosen und blaue Socken. Paul Roos war der erste offizielle Kapitän des südafrikanischen Rugby-Union-Teams. Er leitete 1906/07 die Mannschaft während der Tour durch Europa. Sie umfasste 29 Spiele, darunter je ein Test Match gegen die Nationalmannschaften von Schottland, England, Wales und Irland. England schaffte ein Unentschieden, während einzig Schottland einen Sieg davontragen konnte. Außerdem trafen die Springboks im Pariser Parc des Princes auf eine französische Auswahl, die aus Spielern der Pariser Vereine Stade Français und Racing Club de France bestand. Südafrika gewann das Spiel mit 55:6, nachdem man 13 Versuche legen konnte.
Bevor sich britische Zeitungen einen Spitznamen für die relativ neue Mannschaft einfallen lassen konnten, bestätigte Paul Roos, man wolle die Mannschaft De Springbokken nennen, aus dem heute – ins Englische übertragen – die Springboks wurden. Er hatte sich den Namen zusammen mit Vizekapitän Paddy Carolin und Tourmanager Cecil Carden ausgedacht. Seitdem wird auf den Trikots immer der Schriftzug des neuen „Wappentiers“ getragen. Der Name „Springbok“ fand danach für alle Nationalspieler und -mannschaften Verwendung, die Südafrika international vertraten, unabhängig von der Sportart. Nach den ersten demokratischen Wahlen für alle Südafrikaner 1994 brach man mit dieser Tradition und seitdem findet der Name ausschließlich für die Rugby-Nationalmannschaft und deren Spieler Verwendung.
Die Tour der Lions von 1903 und die erste Tour der Springboks werden als wichtige Ereignisse für die Versöhnung der beiden „weißen“ Bevölkerungsgruppen Südafrikas nach den Verwüstungen des Zweiten Burenkrieges betrachtet (für Schwarze, Coloureds und Inder in Südafrika traf dies jedoch nicht zu). Die Mannschaft von Paul Roos bestand aus Spielern wie Billy Millar, der im Krieg schwer verwundet worden war, A.F.W. Marsberg und W.C. Martheze, die auf britischer Seite kämpften und W.S. Morkel, der auf St. Helena interniert gewesen war. Roos äußerte sich dazu wie folgt:

“The tour had united us … from Cape Agulhas to the Zambesi, South Africa was one, and all differences had been forgotten. Here, we are one; may it always be the same. (As for the British) We now understand each other better, and if that is going to be one of the results of our tour, we shall be more than satisfied.”

„Die Tour hatte uns vereint … Vom Kap Agulhas bis zum Sambesi war Südafrika eins, und alle Unterschiede waren vergessen worden. Hier sind wir eins; möge es immer so sein. (Was die Briten betrifft) Wir verstehen uns jetzt besser und wenn das eines der Ergebnisse unserer Tour sein wird, werden wir mehr als zufrieden sein.“

Die Tour half auch dabei, das Ansehen der Südafrikaner in Großbritannien zu verbessern, nachdem die Buren in der Kriegspropaganda als „rückwärtsgewandt“ bezeichnet worden waren. Während eines Dinners nach dem Unentschieden gegen England äußerte sich Paul Roos gegenüber dem Sportsman, dass das Unentschieden „vielleicht das beste Ergebnis“ gewesen sei. Es lehre, dass „alle gleich sein sollten und ‚Niederländer‘ sowie ‚Engländer‘ Seite an Seite zusammenarbeiten sollten“. Er sei „stolz auf seine Mannschaft und das Verhalten seiner Männer, die aus allen Teilen und Parteien stammten und Männer einschließt, die auf jeder Seite gekämpft hatten“. Man habe gesehen, dass „der Bure vielleicht nicht so schlecht“ sei, wie er dargestellt worden sei. Er hoffe auch, „dass sich die beiden Rassen in naher Zukunft besser verstehen und Hand in Hand zu edlen Zwecken arbeiten“ würden.
Während der Lions-Tour 1910 nach Südafrika traten erstmals Spieler aus allen vier Home Nations für die Lions an. Die Tourmannschaft hatte nur mittelmäßigen Erfolg gegen inoffizielle Mannschaften und nur etwas mehr als die Hälfte ihrer Spiele gewonnen. Unter dem irischen Kapitän Tom Smyth konnten die Lions nur eines ihrer drei Test Matches gewinnen, das zweite in Port Elizabeth. Die Springboks gewannen das erste und letzte Test Match der Tour in Johannesburg und Kapstadt; sie entschieden so die Serie mit 2:1 für sich. In den folgenden Jahren blühte die Mannschaft richtig auf. Während der Europatour 1912/13 schafften die Südafrikaner den ersten Grand Slam, indem sie alle vier Home Nations auf einer Tour bezwangen; ebenso konnten sie gegen Frankreich einen Sieg davontragen.

### Die Jahre zwischen den Kriegen

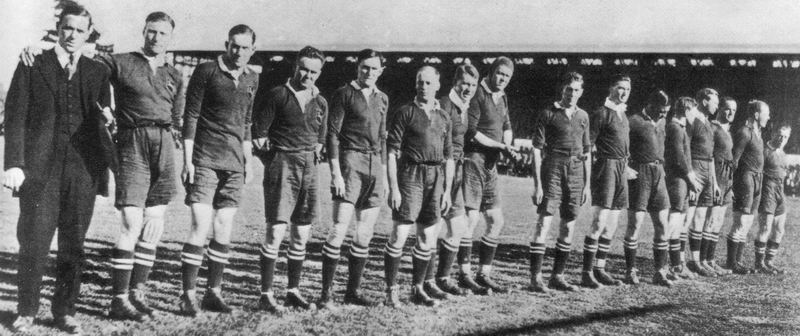
Die Springboks von 1921

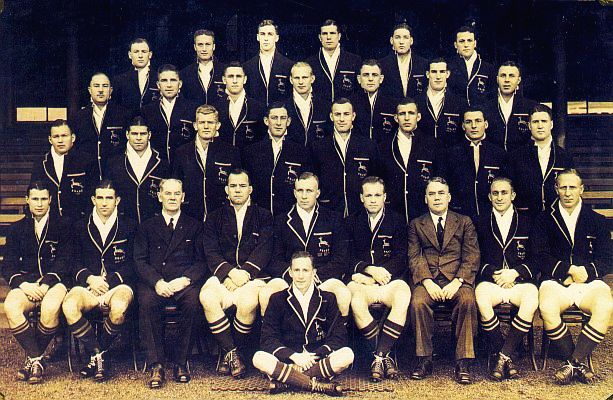
Die Springboks von 1937

Der Erste Weltkrieg machte internationale Rugbytouren unmöglich. Mit der Australasientour 1921 begann die bis heute andauernde Rivalität zwischen den südafrikanischen Springboks und den All Blacks aus Neuseeland. Die beiden Teams galten mittlerweile als die besten der Welt, waren aber bisher noch nie gegeneinander angetreten. Aus diesem Grund wurde die Tour der Springboks nach Australien und Neuseeland auch als „Rugby-Weltmeisterschaft“ bezeichnet. Die aus drei Test Matches bestehende Serie endete ausgeglichen mit je einem Sieg, einem Unentschieden und einer Niederlage. Der Gegenbesuch der All Blacks folgte 1928, auch diese Serie endete ausgeglichen.
1924 tourten die Lions erstmals nach 14 Jahren nach Südafrika. Sie waren durch verletzte Spieler geschwächt und auch ihr Passspiel ließ die Mannschaft im Stich. Die Lions gewannen nur neun ihrer 21 Spiele in Südafrika und sie verloren alle vier Test Matches während der Tour. Während ihrer Großbritannien-Tour von 1931/32 schafften die Springboks ihren zweiten Grand Slam, stießen aber aufgrund der von Kapitän Bennie Osler gewählten Taktik, Raumgewinne hauptsächlich durch Kicks zu erzielen, auf wenig Begeisterung. 1933 waren die australischen Wallabies erstmals zu Gast in Südafrika. Mit 3:2 Siegen entschieden die Springboks die Test-Match-Serie knapp für sich.
Als die Südafrikaner 1937 erneut zu Besuch in Neuseeland waren, gewannen sie die Serie mit 2:1. Die All Blacks siegten zwar im ersten Test Match, verloren aber die zwei darauf folgenden. In der Folge wurde die 1937er-Mannschaft Südafrikas oft als die beste bezeichnet, „die jemals Neuseeland verlassen hat“. Auf diese gewonnene Serie in Neuseeland folgten zwei gewonnene Test Matches gegen die Wallabies in Australien. 1938 besuchten die Lions wieder Südafrika und konnten diesmal mehr als die Hälfte ihrer Spiele gegen Auswahlteams gewinnen. Erwartungsgemäß entschieden die Springboks ihre ersten beiden Test Matches, unterlagen jedoch im dritten Spiel in Kapstadt überraschend mit 16:21. Es war dies der erste Sieg der Lions auf südafrikanischem Boden seit 1910. Der Zweite Weltkrieg brachte alle internationalen Touren zum Erliegen.

### Nachkriegszeit

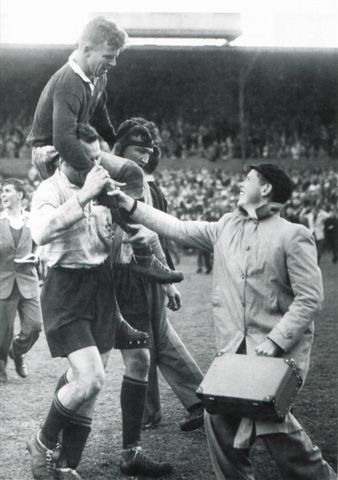
Der Wallabies-Kapitän John Solomon wird von den Springboks getragen (1953)

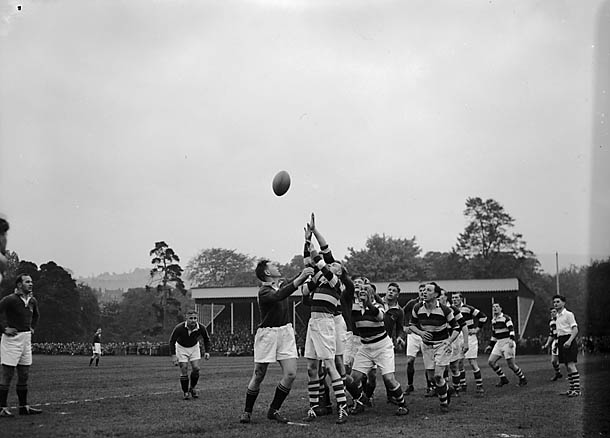
Spiel gegen die Auswahl von Pontypool-Newbridge (1951)

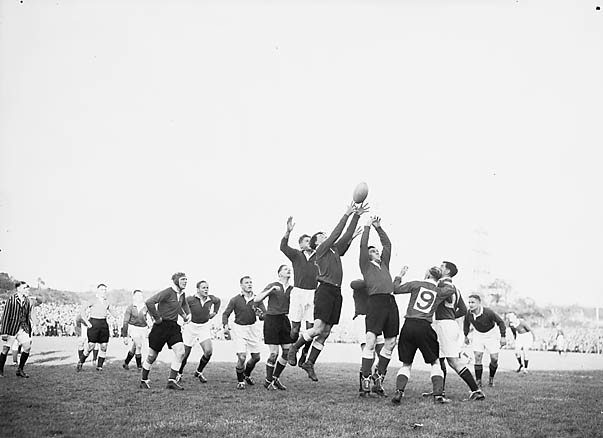
Die Springboks gegen den Llanelli RFC (1951)

1949 wurde der südafrikanische Verband, zusammen mit seinen neuseeländischen und australischen Äquivalenten, Vollmitglied des International Rugby Football Board (IRFB; heute World Rugby), der zuvor nur aus Vertretern aus England, Irland, Schottland und Wales bestanden hatte. Der frühere Nationalspieler Danie Craven trat im selben Jahr das Amt des Nationaltrainers an und in den ersten zehn Spielen unter seiner Leitung erzielten die Springboks lauter Siege. Unter anderem gewannen sie alle vier Test Matches gegen die All Blacks auf deren Tour durch Südafrika – bis heute ein Negativrekord der Neuseeländer. Parallel dazu fand eine Tour der Australier durch Neuseeland statt, da die Maori aufgrund der Bestimmungen der Apartheid-Politik zuhause bleiben mussten und zusammen mit Reservespielern eine zweite Mannschaft bildeten. Somit spielten die Springboks ausschließlich gegen Pākehā (Neuseeländer europäischer Herkunft).
Die Springboks von 1951/52 werden als eine der besten der Tourmannschaften Südafrikas betrachtet. Das Team holte während seiner Tour nach Europa den dritten Grand Slam gegen alle Home Nations. Die Springboks schlugen auch Frankreich und entschieden 30 ihrer 31 Spiele für sich; nur gegen eine Auswahl von Londoner Vereinen resultierte eine knappe Niederlage. Besonders herausragend war der 44:0-Sieg gegen Schottland, das bisher deutlichste Ergebnis überhaupt (nach der modernen Zählweise wäre es sogar ein 62:0-Sieg gewesen). 1953 tourten die Australier erneut durch Südafrika. Im zweiten Test Match fügten die Wallabies den Springboks die erste Niederlage nach 15 Jahren bei. Diese waren von der gezeigten Leistung derart beeindruckt, dass zwei Spieler den australischen Kapitän John Solomon auf ihren Schultern vom Spielfeld trugen.
Während der Lions-Tour 1955 gewannen die Besucher 19 ihrer 25 Spiele, bei einem Unentschieden. Die Serie von vier Test Matches endete unentschieden. Die Lions bevorzugten es, mit dem Ball bei jeder Gelegenheit zu sprinten anstatt mit den Südafrikanern im offenen Gedränge darum zu kämpfen. Diese Taktik half den Lions, neue Maßstäbe gegen die Springboks zu setzen, die als beinahe unbesiegbar galten. Die Springboks tourten 1956 durch Neuseeland. Dabei gelang es den All Blacks erstmals, eine Serie von Test Matches für sich zu entscheiden, als sie drei von vier Partien gegen die Südafrikaner gewinnen konnten. Der Erfolg der All Blacks ist auf die überraschende Nominierung von Don Clarke zurückzuführen, der die entscheidenden Straftritte verwandelte.
1958 war Frankreich die zweite europäische Mannschaft, die durch Südafrika tourte; allgemein traute man den Franzosen wenig zu. Doch sie übertrafen sämtliche Erwartungen, indem sie im ersten Test Match 3:3 unentschieden spielten und das zweite sogar mit 9:5 gewannen. Diese Tour wird als Wendepunkt in der Entwicklung des Rugbysports in Frankreich angesehen, das fortan zu den besten Rugbynationen der Welt zählte.

### Zunehmende Anti-Apartheid-Proteste

Ankündigung einer Protestversammlung der neuseeländischen Citizens All Black Tour Association (1959)

Schon vor dem Inkrafttreten der Apartheidgesetze nach 1948 hatten es ausländische Sportmannschaften, die nach Südafrika reisten, für notwendig erachtet, nichtweiße Spieler auszuschließen. Dies betraf insbesondere Angehörige der Māori in neuseeländischen Teams. Der Ausschluss von George Nepia und Jimmy Mill von der All-Blacks-Tour 1928 sowie von Ranji Wilson aus der Armeemannschaft neun Jahre zuvor waren damals kaum kommentiert worden. Doch 1960 nahm die internationale Kritik an der Apartheid im Gefolge der „Wind of Change“-Rede des britischen Premierministers Harold Macmillan und des Massakers von Sharpeville beträchtlich zu. Von diesem Zeitpunkt an wurden die Springboks zunehmend zur Zielscheibe internationaler Kontroversen und Proteste. Im selben Jahr tourten die All Blacks durch Südafrika – ohne ihre Māori-Spieler, die auf Drängen der südafrikanischen Regierung ausgeschlossen worden waren. In Neuseeland selbst war dies höchst umstritten: Eine von der Citizens All Black Tour Association organisierte Petition mit mehr als 160.000 Unterschriften hatte vergeblich den Verzicht auf die Tour gefordert. Sportlich gesehen resultierten aus den Test Matches zwei Siege, ein Unentschieden und eine Niederlage für die Springboks. Um den Jahreswechsel 1960/61 tourten die Springboks in Europa. Mit knappen Siegen gegen alle Home Nations gelang ihnen der vierte Grand Slam, hingegen spielten sie gegen Frankreich 0:0 unentschieden.
Während ihrer Tour nach Südafrika 1962 gewannen die Lions 16 von 25 Partien und spielten viermal Unentschieden. In den vier Test Matches mussten sie sich in dreimal geschlagen geben und erreichten ein Unentschieden. 1964 war erstmals überhaupt die walisische Nationalmannschaft in Südafrika zu Gast. Das einzige Test Match gegen die Springboks verlor sie mit 3:24, gleichbedeutend mit der höchsten Niederlage der Waliser überhaupt seit 40 Jahren. Das Jahr 1965 gehört zu den schlechtesten in der Geschichte der Springboks. Während der fünf Spiele umfassenden Europatour im April schafften sie nur ein Unentschieden; beide Test Matches gegen Irland und Schottland gingen verloren. Auf der längeren Tour durch Australien und Neuseeland von Juni bis September fingen sie sich wieder, doch in beiden Test Matches gegen die Wallabies sowie in drei von vier Test Matches gegen die All Blacks resultierten ebenfalls Niederlagen. Die New Zealand Rugby Football Union (NZRFU) sagte den für 1967 geplanten Gegenbesuch ab, da die südafrikanische Regierung weiterhin keine Māori in den Reihen der All Blacks duldete.
1968 gewannen die Lions auf ihrer Tour durch Südafrika 15 von 16 Spielen gegen Provinzmannschaften, verloren jedoch drei der vier Test Matches und spielten einmal Unentschieden. Der Gegenbesuch auf den Britischen Inseln im Jahr 1969 war von großen Protestkundgebungen begleitet, weshalb einige Spiele hinter Stacheldrahtzäunen abgehalten werden mussten. Die Home Nations erlangten neues Selbstvertrauen und die Springboks verloren zwei ihrer sieben Spiele in Wales, gegen den Newport RFC und eine Auswahlmannschaft aus Gwent. Dem walisischen Nationalteam gelang beinahe der erste Sieg über Südafrika, als es 6:6 unentschieden spielte. Ein weiteres Unentschieden der Springboks gab es gegen Irland, hinzu kamen Niederlagen gegen England und Schottland. Um weitere Absagen des neuseeländischen Verbandes zu vermeiden, änderte die Regierung 1970 der Tour der All Blacks ihre Haltung und tolerierte Zuschauer und Spieler der Māori als „Ehrenweiße“, wie sie es zuvor bereits mit Japanern in Südafrika getan hatte. Australien verwehrte dem Flugzeug der All Blacks eine Zwischenlandung, sodass sie über die USA, Griechenland, Portugal und Nigeria anreisen mussten. Mehrere mitgereiste Māori verhielten sich bewusst provokativ und trafen sich wiederholt mit Schwarzen, womit sie die Buren gezielt verärgerten. Die vier Spiele umfassende Test-Match-Serie entschieden die Springboks mit 3:1 Siegen für sich.
Für die 1971er-Tour der Franzosen nach Südafrika wurde der farbige Spieler Roger Bourgarel zunächst durch die Auswahlkommission ausgeschlossen, dann aber nach Intervention von Albert Ferrasse, dem Präsidenten der Fédération française de rugby, wieder ins Team aufgenommen. Der mit Ferrasse befreundete Danie Craven, inzwischen Südafrikas Verbandspräsident, gab dafür ausdrücklich seine Zustimmung. Die beiden Test Matches endeten mit einem Unentschieden und einem Sieg der Springboks. Massenproteste gegen die Apartheid und Krawalle begleiteten im selben Jahr die Tour der Springboks nach Australien. Streiks zwangen Fluggesellschaften, Hotels, Gaststätten, Postbüros und Häfen zu Boykotten gegen südafrikanische Personen, Unternehmen und Institutionen. Die Springboks konnten nur mit Unterstützung der Royal Australian Air Force durch das Land reisen und gewannen alle drei Test Matches.
Die 1974 durch Südafrika tourenden Lions blieben, angeführt von Willie John McBride, in allen 22 Spielen dieser Tour ungeschlagen. Sie gewannen drei von vier Test Matches und spielten einmal unentschieden. Die Trainer der Lions hatten bemerkt, dass die Springboks ihre Gegner mit körperlicher Aggression dominierten. Die Lions gingen dazu über, die Attacken zu „vergelten“. Der Gedanke dabei war, dass ein südafrikanischer Schiedsrichter wahrscheinlich nicht alle Spieler vom Feld schicken würde, wenn alle in einem „schmutzigen Spiel“ zurückschlagen würden. Im dritten Test Match kam es in Port Elizabeth zur „Schlacht im Boet-Erasmus-Stadion“ zwischen den Springboks und den Lions, einer der heftigsten Schlägereien in der Geschichte des Rugbysports. Während des Spiels sprintete J. P. R. Williams über die Hälfte des Feldes und attackierte seinen Gegenspieler Johannes van Heerden. 1975 waren die Franzosen erneut in Südafrika zu Besuch und absolvierten elf Spiele, von denen sie sechs gewannen (in beiden Test Matches behielten die Springboks die Oberhand). Während dieser Tour organisierte Craven drei Spiele gegen schwarze und multiethnische Mannschaften – eine Bedingung „sine qua non“, die Ferrasse für den Besuch der Franzosen gefordert hatte.

### Sportliche Isolierung

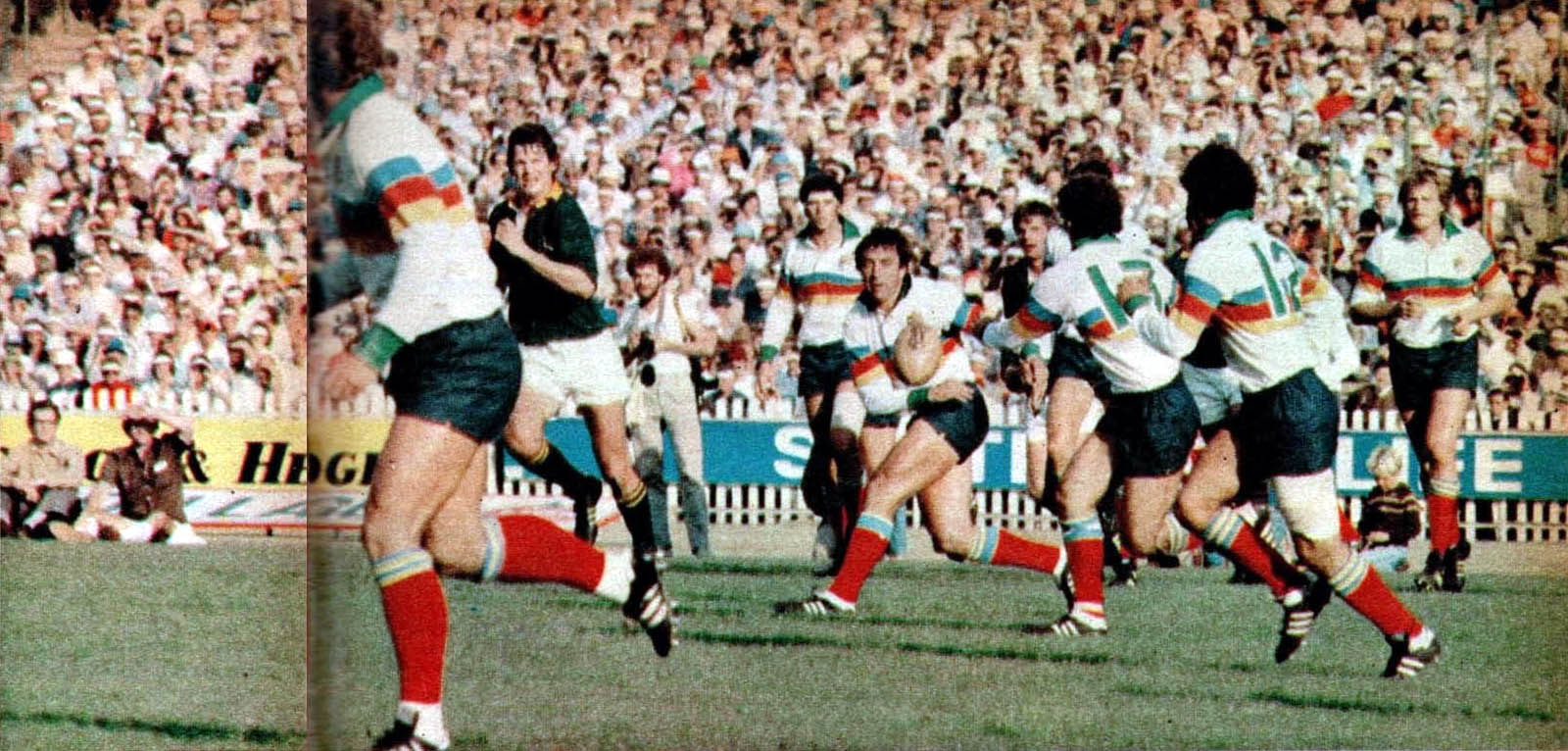
Die Sudamérica XV gegen die Springboks 1982, El Gráfico. Die Sudamérica XV wurden 1980 gegründet, um die sportliche Isolation Südafrikas zu umgehen

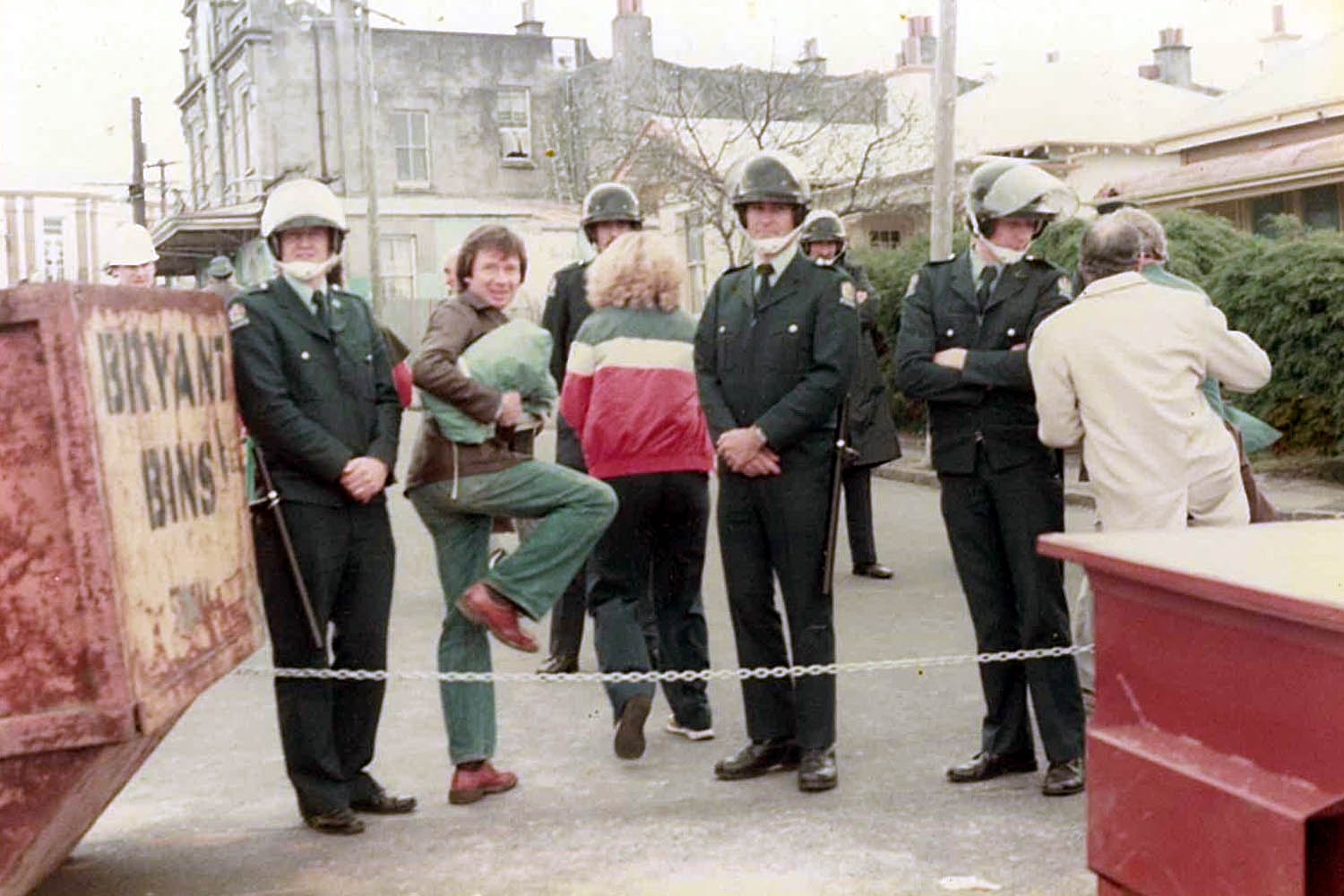
Polizisten außerhalb des Eden Park vor einem Spiel der All Blacks während der Springbok-Tour 1981

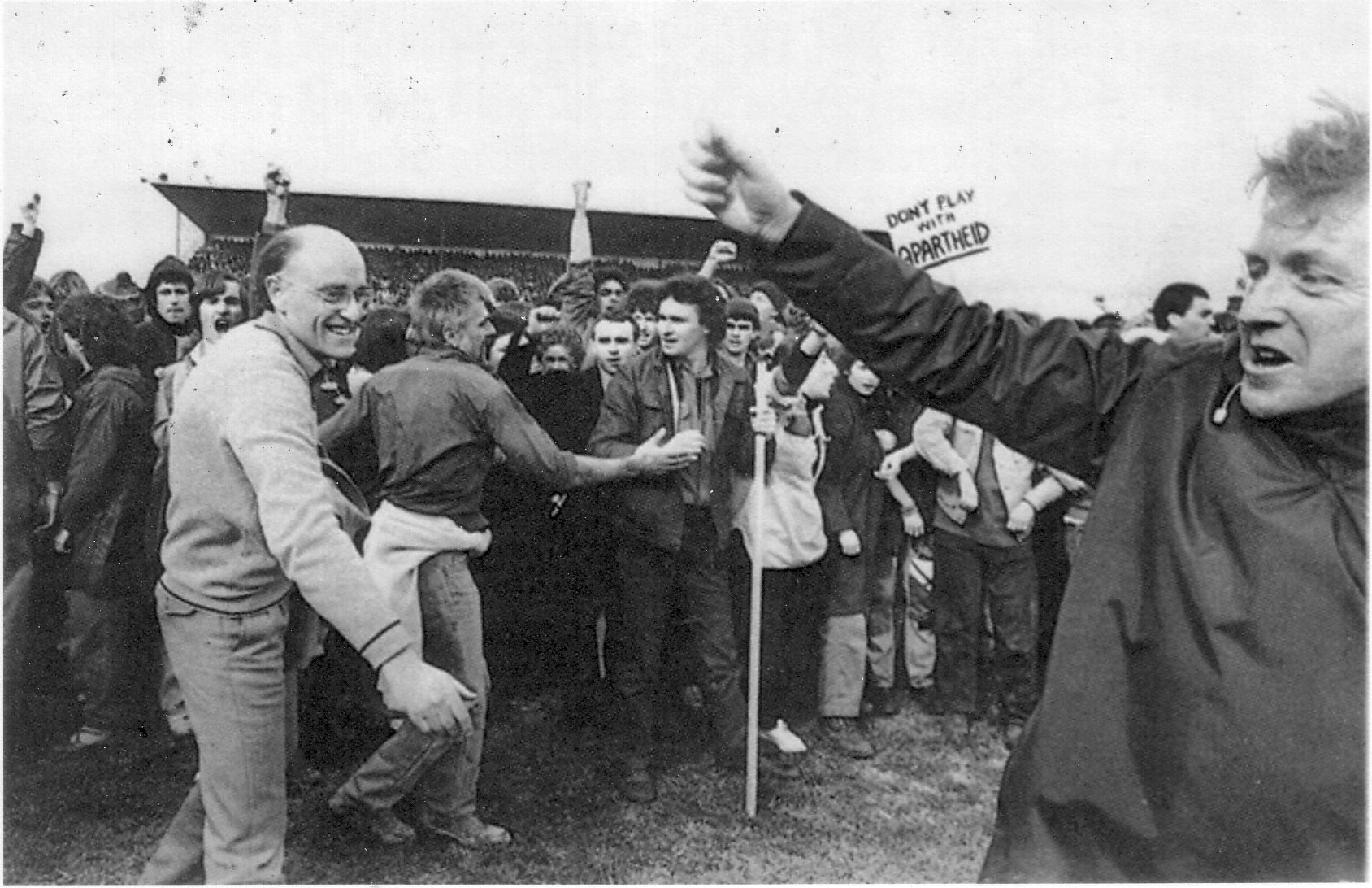
Protest gegen die Springboks in Hamilton, rechts der Aktivist Tom Newnham (1981)

Südafrika stand zunehmend isoliert da, was sich auch in öffentlichen Willensbekundungen äußerte. Während der Tour nach Australien im Juli und August 1971 erzeugte die Anwesenheit der Springboks eine breite Kontroverse. In Adelaide, Brisbane, Melbourne, Perth und Sydney gab es zahlreiche Protestaktionen gegen die Apartheid. Im Verlaufe dieser Demonstrationen kam es zu Auseinandersetzungen zwischen Teilnehmern und Polizeikräften. Schätzungen zufolge wurden zwischen 500 und 700 Protestierende verhaftet. Zwar wurde die sechswöchige Tour nicht abgebrochen, doch die Sportstätten glichen Festungen mit Stacheldrahtsperren und wurden von einem großen Polizeiaufgebot bewacht. Johannes Bjelke-Petersen, der Premierminister von Queensland, erklärte am 14. Juli einen einmonatigen Ausnahmezustand, woraus sich ein 24-stündiger Streik von 125.000 Arbeitern entwickelte. Die Kosten der ergriffenen Schutzmaßnahmen wurden von Südafrika mit 1,6 Millionen Rand angegeben.
Der neuseeländische Premierminister Norman Kirk ließ die für 1973 geplante Tour der Springboks nach Neuseeland absagen, da die Sicherheit von Spielern und Zuschauern nicht gewährleistet sei. Die Entscheidung hatte auch damit zu tun, dass er einen angedrohten Boykott der British Commonwealth Games 1974 in Christchurch durch afrikanische Staaten vermeiden wollte. Kirks Nachfolger Robert Muldoon hingegen gab 1976 seine Zustimmung für eine Tour der All Blacks nach Südafrika. Als das Team trotz heftiger Proteste abreiste, forderten mehrere afrikanische Staaten ultimativ den Ausschluss Neuseelands von den Olympischen Sommerspielen 1976. Das Internationale Olympische Komitee ging nicht darauf ein, da Rugby keine olympische Sportart war. Daraufhin blieben insgesamt 28 Staaten den Spielen in Montreal fern. Die umstrittene Tour der All Blacks fand vor dem Hintergrund des Aufstands in Soweto gegen die rassistische Bildungspolitik (Bantu Education Act) und das Apartheidregime statt, bei dem mindestens 176 Menschen ums Leben kamen. Der Olympiaboykott richtete den Fokus der Weltöffentlichkeit auf die Apartheid. Aus rein sportlicher Sicht war die 24 Spiele umfassende Tour für die All Blacks mäßig erfolgreich: Sie verloren drei Spiele gegen Provinzmannschaften und auch drei der vier Test Matches gegen die Springboks.
Die Unterzeichnung der Gleneagles-Vereinbarung durch 33 Mitgliedstaaten des Commonwealth of Nations am 15. Juni 1977 verschärfte die sportliche Isolierung Südafrikas noch mehr. Sie sah die systematische Abkopplung des Landes von der Sportwelt des Commonwealth vor, um auf diesem Wege gegen die Apartheidpolitik vorzugehen. Die Vereinbarung enthielt auch Sanktionsmöglichkeiten für Mitglieder, die sich gegen diese Vereinbarung verhalten würden und das Abkommen plädierte für den Ausschluss von nachweislich rassistisch orientierten Vereinigungen im internationalen Sportgeschehen.
Die sich international gegen die Apartheid verschärfenden Positionen bewirkten auch innerhalb Südafrikas Diskussionen und Veränderungen. Das South African African Rugby Board, der Verband der schwarzen Rugbymannschaften, wechselte 1977 seinen Namen in South African Rugby Association (SARA). Es beschloss auch, den Teamnamen Leopards fallenzulassen, weil beide Bezeichnungen als „rassistisch konnotiert“ in die Kritik gekommen waren. Der früher bei den Springboks spielende Cheeky Watson wechselte zur gemischtdemografischen South African Rugby Union (SARU), wo er ein führendes Teammitglied in der Kapprovinz-Auswahl wurde. Im April 1978 kam es infolge der internationalen Reaktionen zu einem Treffen der südafrikanischen Rugbyverbände. Daran waren die SARA (schwarz), das SARB (weiß), die SARU und die South African Rugby Federation der Coloureds beteiligt. Zu den Ergebnissen gehörte eine Übereinkunft, dass künftig auch Spiele auf den Ebenen der Vereine, Provinzen und des Landes auf offenen Sportplätzen ohne demografische Segregation stattfinden sollen. Der SARU-Präsident Abdul Abbas erklärte danach jedoch, dass er keine weiteren Gespräche über solche gemischten Matches führen wolle, bis die Regierung alle Gesetze aufgehoben habe, die solche Veranstaltungen verbieten oder behinderten.
1979 verbot die französische Regierung eine geplante Tour der Springboks und erklärte, es sei „unangemessen“, südafrikanische Mannschaften in Frankreich zu empfangen. Nach der Ablehnung der Visa-Anträge der südafrikanischen Mannschaft durch die französischen Behörden im September 1979 kam es zu einem Gespräch zwischen den Außenministern beider Staaten. Danach informierte der südafrikanische Außenminister das South African Rugby Board (SARB) über die französische Position, wonach zumindest bis nach den Olympischen Spielen 1980 eine beiderseitige sportliche Begegnung nicht möglich sei. Entgegen der Missbilligung durch die französische Regierung beschloss die Fédération française de rugby, eine Einladung des SARB anzunehmen und 1980 in Südafrika eine Tour zu veranstalten sowie vorab eine Erkundungsmission nach Südafrika zu entsenden. Diese Begegnung fand im Oktober 1980 unter internationalen Protesten statt. Nach ihrem Abschluss meinte der französische Verbandspräsident Albert Ferrasse, dass er mit den Fortschritten bei der Aufhebung der Trennung im südafrikanischen Rugbysport noch nicht zufrieden sei; dennoch fand die Tour statt.
1980 waren die Springboks Gastgeber der Jaguares, einer südamerikanischen Auswahlmannschaft. Diese bestand fast ausschließlich aus argentinischen Spielern, da sie offiziell nicht als argentinische Nationalmannschaft (genannt Pumas) antreten durften. Entgegen ausdrücklicher Missbilligung der britischen und irischen Regierung, die keine rechtliche Handhabe hatten, tourten die Lions wenig später durch Südafrika. Sie gewannen alle 14 nicht als Test Matches angesetzten Spiele. Hingegen verloren sie die ersten drei Tests, bevor sie den vierten gewinnen konnten. Ebenfalls 1980 tourten die Springboks durch Paraguay, Uruguay und Chile. Sie gewannen alle fünf Partien deutlich, darunter zwei Test Matches gegen die ausschließlich mit Argentiniern besetzten Jaguares. Wegen eines Einreiseverbots konnten in Argentinien selbst keine Spiele ausgetragen werden. Am 30. Mai 1981 debütierte Errol Tobias in einem Spiel gegen Irland. Er war der erste nichtweiße Spieler, der jemals für die Springboks nominiert worden war, doch viele betrachteten ihn nur als „Alibi-Schwarzen“ (token black).
Trotz der Gleneagles-Vereinbarung fand 1981 eine Tour der Springboks nach Neuseeland statt. Sie umfasste 16 Spiele, darunter drei Test Matches gegen die All Blacks. Schon lange vorher stieß sie auf Kritik. Viele verurteilten sie als Unterstützung der weißen Herrschaft in Südafrika, während andere auf die angespannten Beziehungen zu den Māori im eigenen Land hinwiesen. Erneut vertrat Muldoon den umstrittenen Standpunkt, dass die Politik sich nicht in den Sport einmischen dürfe. Die Spiele waren gut besucht, doch in zahlreichen Städten gab es zum Teil heftige Protestkundgebungen. In Hamilton rissen 350 Demonstranten die Abschrankungen nieder, stürmten das Spielfeld und erzwangen einen Spielabbruch. Auch in Timaru musste ein Spiel abgesagt werden und in Wellington kam es mehrmals zu Straßenschlachten. Während des letzten Spiels in Auckland wurden von einem tief fliegenden Flugzeug aus Mehlsäcke, Flugblätter und ein Transparent zu Ehren von Steve Biko auf das Spielfeld im Eden Park abgeworfen. Angesichts dieser Umstände erscheint das sportliche Ergebnis (2:1 Siege für die All Blacks) bedeutungslos. Am 8. April 1983 verbot die französische Regierung allen Sportverbänden im Land jeglichen Kontakt mit Südafrika, was unter anderem die Streichung der geplanten Tour der Franzosen zur Folge hatte. 1984 unternahm die englische Nationalmannschaft trotz großer Kritik und politischem Druck eine Tour nach Südafrika und bestritt dort sieben Spiele. Dies war die letzte Tour eines bedeutenden Teams nach Südafrika während der Apartheid-Ära. Die Gleichgültigkeit der britischen Regierung war eine der Ursachen, dass 32 Länder aus Protest die Commonwealth Games 1986 in Edinburgh boykottierten.
Der High Court, das höchste Gericht Neuseelands, stoppte am 21. Juni 1985 einen geplanten Besuch der All Blacks in Südafrika. Die Richter befanden, dass die Tour nicht im verfassungsmäßigen Interesse der NZRFU im Hinblick auf die Förderung des Spieles sei. In beiden Ländern gab es weiterhin Unterstützer einer Tour. So fand 1986 eine privat organisierte Tour rebellierender Spieler statt. Das New Zealand Cavaliers genannte Team umfasste 28 jener 30 All-Blacks-Spieler, die bereits ein Jahr zuvor nach Südafrika reisen wollten. Die Cavaliers absolvierten zwölf Spiele, darunter vier inoffiziell als Test Match klassifizierte (von denen die Springboks drei gewannen). Die „Rebellen“ wurden daraufhin lediglich für zwei offizielle Test Matches der All Blacks suspendiert. Sowohl bei der ersten Weltmeisterschaft 1987 als auch bei der Weltmeisterschaft 1991 waren die Springboks nicht teilnahmeberechtigt. 1989 unternahm eine World XV genannte Weltauswahl mit Duldung des International Rugby Football Board (IRFB; heute World Rugby) eine kleine Tour nach Südafrika. Bis auf Neuseeland stellten alle wichtigen Rugbynationen Spieler zur Verfügung. Auch hier handelte es sich um eine privat organisierte Tour, um den Apartheid-Boykott zu umgehen.

### Erster Weltmeistertitel der „Regenbogennation“
Am 2. Februar 1990 verkündete der neue Staatspräsident Südafrikas, Frederik Willem de Klerk, tiefgreifende politische Veränderungen, die zur Legalisierung des African National Congress (ANC), zur Freilassung Nelson Mandelas, zur Beendigung der Apartheid und zu den ersten demokratischen Wahlen für alle Südafrikaner führten. Im März 1992 schlossen sich der „weiße“ South African Rugby Board und die multiethnische South African Rugby Union zum gemeinsamen Verband South African Rugby Football Union zusammen, der seit 2005 ebenfalls den Namen South African Rugby Union trägt. Bis zu den 1990er Jahren wiesen die Springboks gegen jede Mannschaft, gegen die sie jemals gespielt hatten, eine positive Bilanz auf. Sie waren jedoch von der fehlenden Spielpraxis gezeichnet und hatten anfangs Mühe, mit den besten Mannschaften mitzuhalten.
Das erste Spiel der Springboks nach der Wiederaufnahme in den internationalen Sportbetrieb, später als „Return Test“ bezeichnet, fand am 15. August 1992 in Johannesburg gegen die All Blacks statt und ging mit 24:27 verloren. Aufgrund des Massakers von Boipatong zwei Monate zuvor herrschte eine angespannte Atmosphäre. Der ANC stellte die Forderung, vor Spielbeginn eine Schweigeminute einzulegen, die Flagge nicht zu hissen und die Nationalhymne Die Stem van Suid-Afrika nicht zu spielen. Keine der Forderungen wurde erfüllt, worauf der ANC drohte, den Sportboykott zu erneuern. Der spätere Sportminister Steve Tshwete bat jedoch darum, den Fans eine zweite Chance zu geben und lediglich eine Warnung auszusprechen. Im Verlaufe eines Jahres folgten Niederlagen zuhause gegen Australien sowie auswärts gegen Frankreich und England. 1993 tourten die Franzosen nach 13 Jahren erstmals wieder durch Südafrika; sie gewannen die Serie mit einem Sieg und einem Unentschieden. Zwei weitere Niederlagen in Test Matches mussten die Springboks im selben Jahr während ihrer Tour durch Australien hinnehmen, erzielten aber auch einen Sieg.
Die 1993er-Tour nach Südamerika lief im Gegensatz zur Erstausgabe 13 Jahre zuvor ohne jegliche Kontroversen ab; dabei kam es zu den ersten beiden offiziellen Test Matches gegen die argentinischen Pumas, die beide gewonnen werden konnten. Ebenfalls nach einer Unterbrechung von 13 Jahren tourten die Springboks von Juni bis August 1994 durch Neuseeland. Sie gewannen zehn von elf Spielen gegen Provinzteams, während sie in den drei Test Matches gegen die All Blacks zweimal verloren und einmal unentschieden spielten. Dies war die bisher schlechteste Bilanz in Neuseeland überhaupt. 1994 schlug der Nationale Sportrat auf Anregung des mittlerweile regierenden ANC vor, die Springboks in Proteas (nach der südafrikanischen Nationalpflanze) umzubenennen – wie bereits bei der Cricket-Nationalmannschaft geschehen. Auch sollte das Springbock-Emblem durch ebendiese Pflanze ersetzt werden, um die zwiespältige Vergangenheit hinter sich zu lassen. Es lag nicht zuletzt am persönlichen Engagement des neu gewählten Präsidenten Mandela, dass Name und Emblem unverändert blieben. Er überzeugte die Mitglieder des Sportrates davon, dass die durch die Apartheid belasteten Symbole mit einer neuen Bedeutung versehen werden könnten, die den Werten einer vereinten südafrikanischen Nation entsprechen. Erzbischof Desmond Tutu, der den Begriff der „Regenbogennation“ prägte, schloss sich später dieser Meinung an. Der Sportrat beschloss daraufhin, die Symbole zunächst provisorisch beizubehalten, um vor der in Südafrika stattfindenden Weltmeisterschaft 1995 keine Unruhe unter Spielern und Fans aufkommen zu lassen (im März 1996 genehmigte der Sportrat die Symbole definitiv).
Die nahende Weltmeisterschaft war der erste sportliche Großanlass in Südafrika seit dem Ende der Apartheid. Im Vorfeld wurden die Springboks nach etlicher Überzeugungsarbeit durch Nelson Mandela von Weißen und Schwarzen gleichermaßen unterstützt und erhielten folglich großen Rückhalt aus der Bevölkerung. Obwohl sich das Team multikulturell präsentierte, war Chester Williams der einzige nichtweiße Spieler im Kader. Vor der Weltmeisterschaft belegten die Springboks den neunten Platz in der Weltrangliste und gehörten nicht zu den Favoriten. In der Vorrunde bezwangen sie Australien, Rumänien und Kanada. Im Viertelfinale setzten sie sich gegen Westsamoa durch, im Halbfinale knapp gegen Frankreich. Gegner im Finale waren die Weltranglistenersten, die All Blacks aus Neuseeland. Die Springboks gewannen gegen die geschwächt wirkenden Rivalen mit 15:12 und errangen somit gleich bei ihrer ersten WM-Teilnahme den Titel. Die All Blacks schienen von einer ominösen Lebensmittelvergiftung vom Vortag sehr mitgenommen. Bis heute kursieren Verschwörungstheorien, wonach südafrikanische Rugby-Offizielle oder eine Kellnerin namens „Suzie“ eine Substanz in das Essen der All Blacks gemischt hätten. Bei der Siegerehrung überreichte Nelson Mandela, der ein Trikot der Springboks trug, dem Mannschaftskapitän Francois Pienaar den Webb Ellis Cup. Diese Geste wird als großer Schritt in Richtung Versöhnung zwischen den Bevölkerungsgruppen Südafrikas betrachtet und gilt als einer der symbolträchtigsten Momente der Sportgeschichte. Am Tag nach dem Finalsieg erschien das isiXhosa-Wort für die Springboks, Amabokoboko!, als Schlagzeile auf der ersten Seite des Sportteils von The Sowetan.

### Die ersten Jahre der Profi-Ära

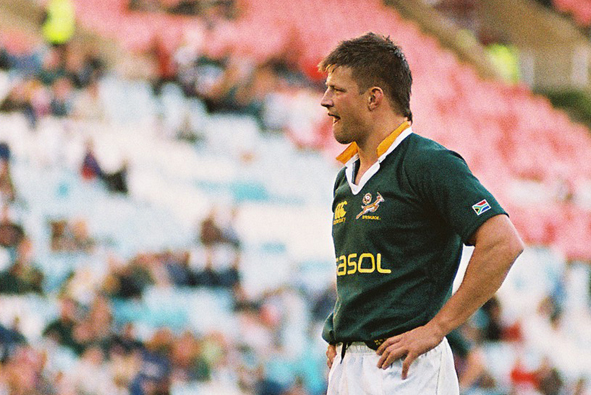
Bobby Skinstad spielte ab 1997 für Südafrika (hier 2007 gegen Samoa)

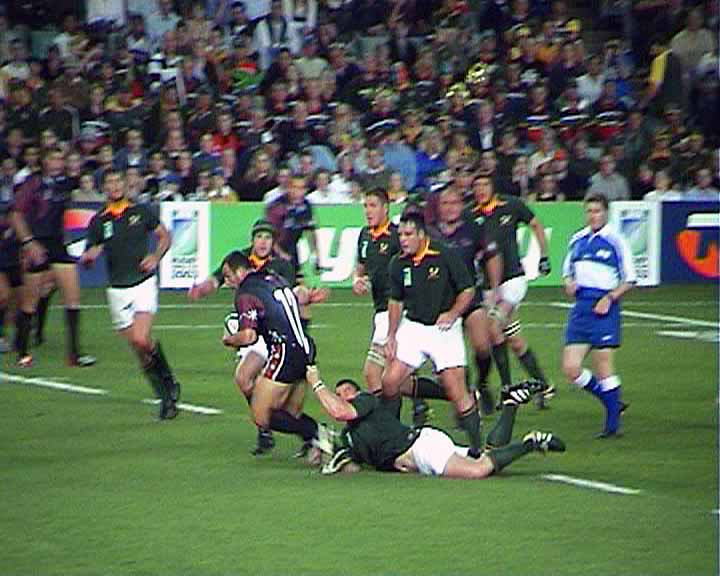
Südafrika gegen Georgien während der WM 2003

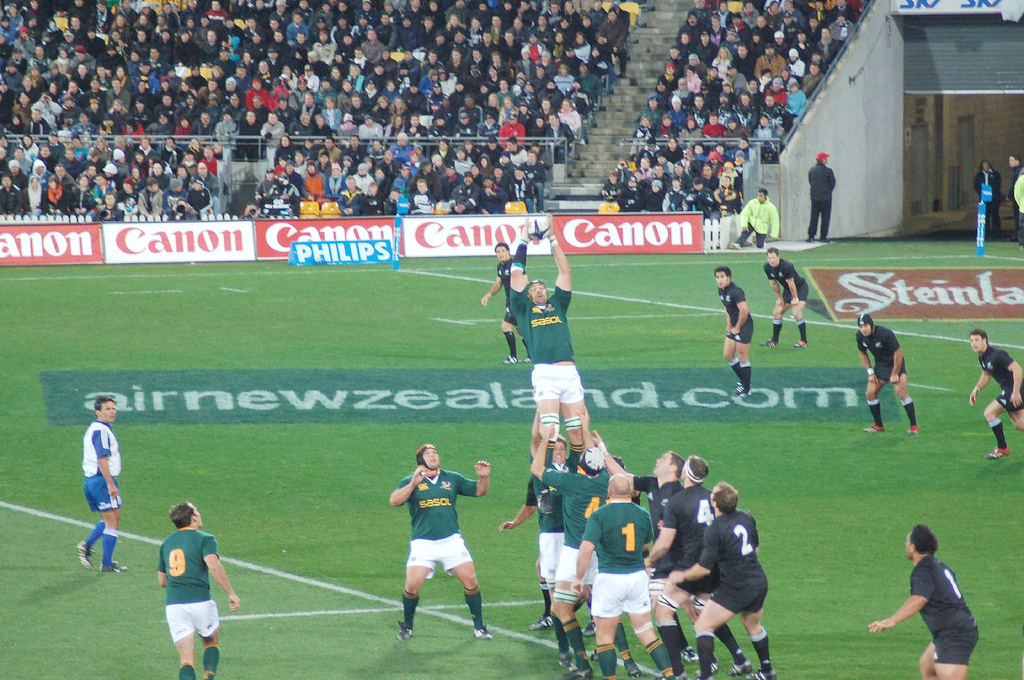
Gasseneinwurf gegen die All Blacks (Tri Nations 2006)

Im August 1995 beschloss der IRFB, Rugby Union für Profispieler zu öffnen, um der zunehmenden Abwerbung guter Spieler durch finanzkräftige Rugby-League-Vereine zu begegnen. Noch im selben Jahr gründeten die Verbände Südafrikas, Neuseelands und Australiens das Konsortium SANZAR, um Fernsehübertragungsrechte für zwei neue Wettbewerbe zu verkaufen, die internationale Liga Super 12 (heute Super Rugby) und das Tri-Nations-Turnier der Nationalteams (heute The Rugby Championship). Da die neuen Wettbewerbe kaum noch Zeit für monatelange Überseetouren mehr ließen, nahm diese Tradition der Amateurära ein rasches Ende (mit Ausnahme der Touren der Lions alle vier Jahre). In sportlicher Hinsicht wurden die Springboks 1996 vom Rücktritt des ungeschlagenen Weltmeistertrainers Kitch Christie schwer getroffen, nachdem bei ihm Leukämie diagnostiziert worden war. Die Spieler taten sich daraufhin sowohl in der Super 12 als auch in der ersten Ausgabe von Tri Nations schwer. Auf der letzten Tour durch Südafrika nach alter Tradition, die ebenfalls 1996 stattfand, entschieden die All Blacks die Test-Match-Serie mit 2:1 Siegen für sich und revanchierten sich für die WM-Finalniederlage.
1997 musste Trainer Andre Markgraaff zurücktreten, nachdem er in einem Telefongespräch rassistische Bemerkungen gemacht hatte und ein Mitschnitt an die Öffentlichkeit gelangt war. Sein Nachfolger Carel du Plessis blieb ebenfalls nicht lange im Amt, nachdem die Springboks während der 1997er-Tour der Lions nach Südafrika und im Tri Nations 1997 schwache Leitungen gezeigt hatten. Auf ihn folgte Nick Mallett, der die Springboks zurück zum Erfolg brachte. Unter ihm erzielten sie einen Rekordlauf mit 17 Siegen in Folge, wodurch sie unter anderem das Tri Nations 1998 für sich entschieden. Die Springboks gingen die Weltmeisterschaft 1999 als Titelverteidiger an. In der Vorrunde siegten sie gegen Schottland, Spanien und Uruguay, im Viertelfinale gegen England. Sie unterlagen im Halbfinale den späteren Weltmeistern aus Australien, sicherten sich aber danach mit einem Sieg über die All Blacks den dritten Platz.
Nach dem enttäuschenden Tri Nations 2000 warf Mallett dem Verband Geldgier vor, da Eintrittskarten zu massiv überhöhten Preisen verkauft worden waren. Der Verband konterte mit dem Vorwurf, Mallett habe den Sport in Misskredit gebracht. Unmittelbar vor Beginn der ersten Anhörung im Disziplinarverfahren trat er zurück. Unter den nachfolgenden Trainern Harry Viljoen und Rudolf Straeuli schienen die Springboks völlig von der Rolle zu sein. Am 23. November 2002 erlitten sie ihre bisher deutlichste Niederlage, als sie auswärts mit 3:53 gegen England verloren. Zusätzlich zogen sie mit gezielten und absichtlich brutalen Angriffen auf Gegenspieler den Zorn der Gastgeber auf sich. Diesem Spiel vorausgegangen waren rekordhohe Niederlagen gegen Frankreich und Schottland.
Die Vorbereitung der Springboks auf die Weltmeisterschaft 2003 sorgte mehrmals für Schlagzeilen. Während eines Trainingslagers im August kam es zu einem medienwirksamen Wortgefecht zwischen dem weißen Spieler Geo Cronjé und dem farbigen Spieler Quinton Davids, worauf beide aus der Mannschaft ausgeschlossen wurden. Cronjé musste sich anschließend vor einem Tribunal verantworten, um herauszufinden ob sein Auftreten rassistisch motiviert gewesen war oder nicht; er wurde schließlich entlastet. Im September kam die Nationalmannschaft in einem militärähnlichen Bootcamp, genannt „Kamp Staaldraad“ (dt. Stacheldraht), in der Wildnis nahe Thabazimbi zusammen. Als zwei Monate später Details und Videomaterial aus dem Lager an die Öffentlichkeit gelangten, reagierten die südafrikanischen Rugby-Anhänger entsetzt, denn die Spieler waren dort menschenunwürdig behandelt worden und hatten erniedrigende Schikanen über sich ergehen lassen müssen. Die Weltmeisterschaft selbst verlief enttäuschend: In der Vorrunde gewannen die Springboks zwar gegen Uruguay und Georgien, unterlagen aber recht deutlich den späteren Weltmeistern aus England und schieden im Viertelfinale gegen Neuseeland aus.
Straeuli wurde nicht nur wegen des schlechten Abschneidens kritisiert, sondern auch wegen seiner Rolle beim Skandal um „Kamp Staaldraad“. Im Februar 2004 übernahm Jake White, der 2002 die U-21-Springboks zum Weltmeistertitel geführt hatte, das Amt des Nationaltrainers. Unter seiner Leitung fanden die Springboks zur alten Form zurück, mit zum Teil deutlichen Siegen über Irland, Wales und die Pacific Islanders. Das Tri Nations 2004 endete mit der knappsten Entscheidung in der Geschichte des Turniers: Alle drei Teams wiesen je zwei Siege und Niederlagen auf, wobei die Springboks dank der besten Punktedifferenz zum zweiten Mal nach 1998 den Titel gewannen. Trotz zweier Auswärtsniederlagen zum Jahresende gegen England und Irland hatten die Springboks unter Beweis gestellt, dass der Niedergang der letzten Jahre gestoppt worden war und wieder ein deutlicher Aufwärtstrend erkennbar war. Ihnen wurden zahlreiche Auszeichnungen des IRB zuteil, unter anderem als „Mannschaft des Jahres“, Jake White als „Trainer des Jahres“ und der junge Flügelstürmer Schalk Burger als „Spieler des Jahres“.
Am 11. Juni 2005 gelang den Springboks ein Rekordsieg über Uruguay, 134:3 in East London. Dabei legte der in Simbabwe geborene Tonderai Chavhanga sechs Versuche und überbot somit den bisherigen Rekord von Stefan Terblanche. Das Tri Nations 2005 beendeten die Springboks auf Platz zwei. Ein Jahr später begann das Tri Nations 2006 für sie enttäuschend, als sie sich den Wallabies in Brisbane mit 0:49 geschlagen geben mussten. Die Forderung der Fans nach einem „herausfordernderem Spielstil“ wurde von Jake White mit der Zusammenstellung einer offensiveren Mannschaft beantwortet. Die Springboks beendeten ihre Serie von fünf Niederlagen in Folge, indem ihnen ein 21:20-Sieg über die All Blacks im erstmals bespielten Royal-Bafokeng-Stadion nahe Rustenburg gelang. Im Verlaufe des Turniers sagte White zur Presse, dass er einige weiße Spieler „aufgrund der Transformation“ nicht für die Mannschaft nominieren konnte – ein Verweis auf politische Einmischung der ANC-Regierung, die darauf abzielte, historisch entstandenen Ungleichgewichten im Nationalsport entgegenzuwirken.

### Zweiter Weltmeistertitel und die Jahre danach

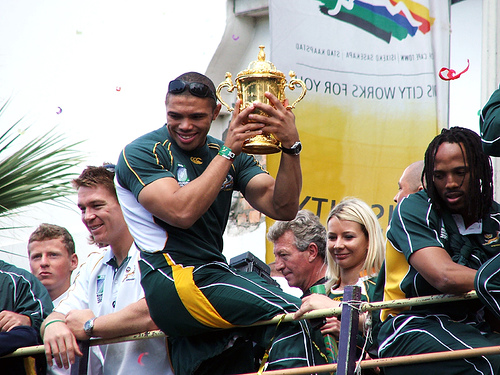
Bryan Habana mit dem Webb Ellis Cup (2007)

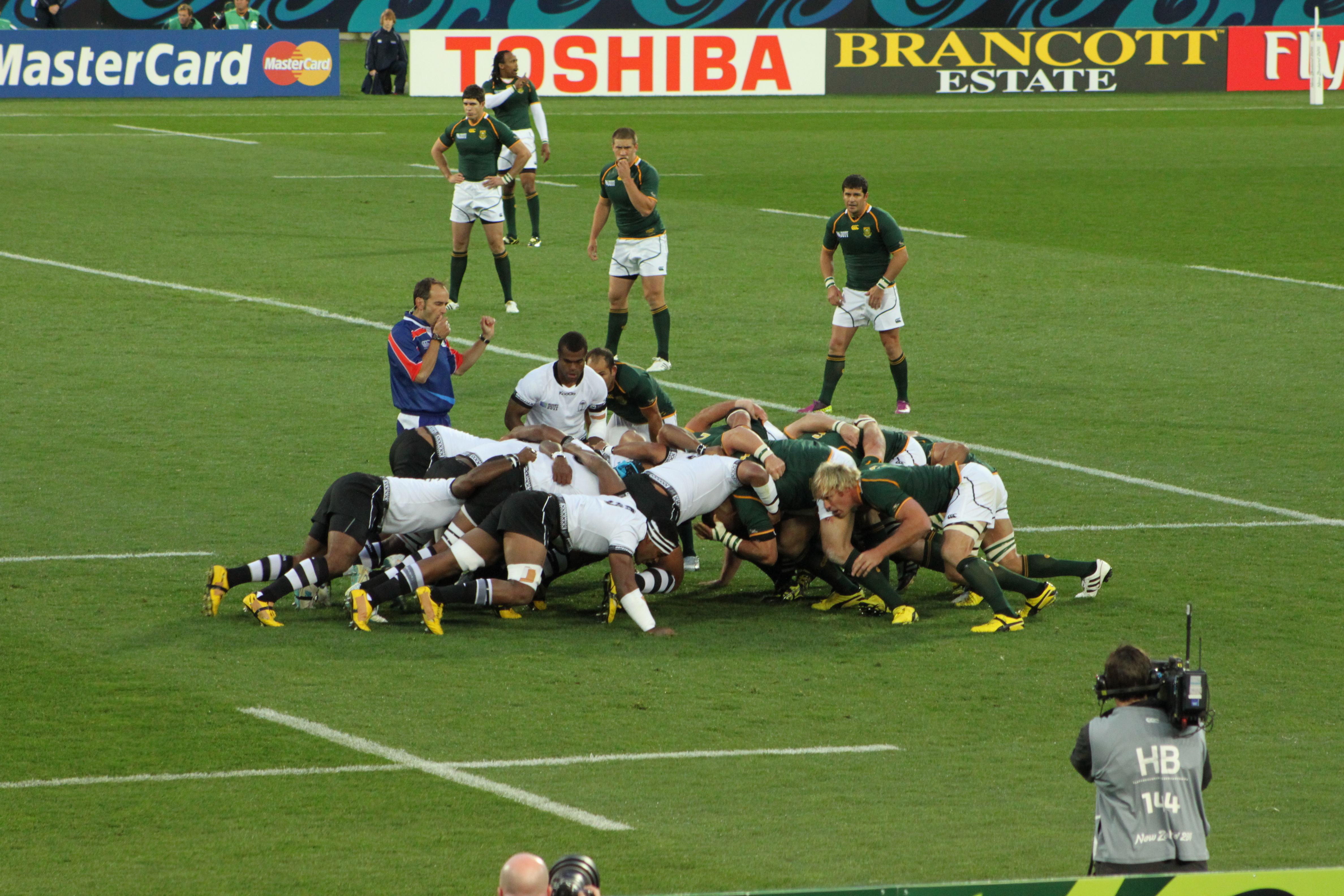
Die Springboks gegen Fidschi bei der WM 2011

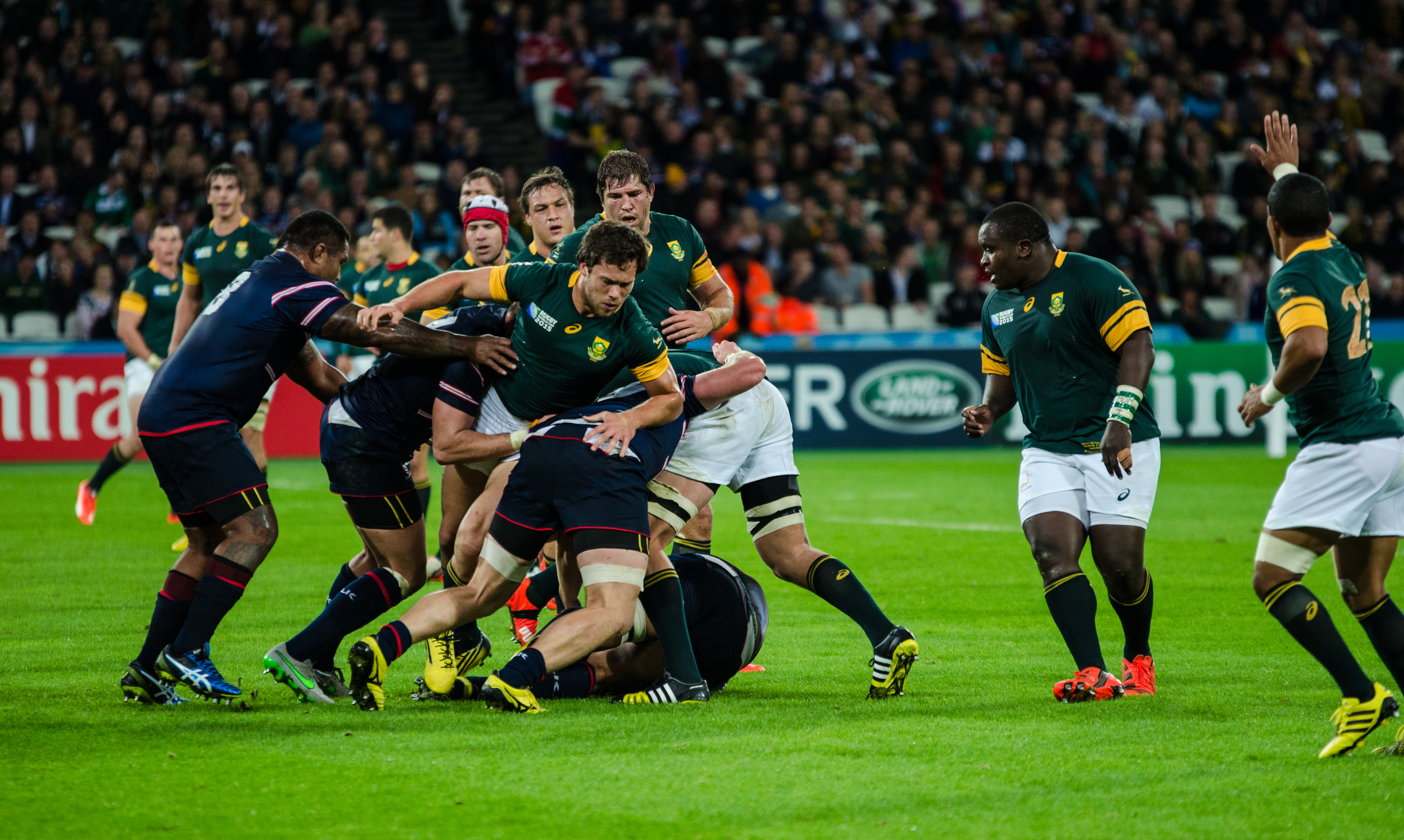
Südafrika gegen die USA bei der WM 2015

Während der WM-Vorbereitung gelangen den Springboks im Mai und Juni 2007 unter anderem zwei klare Heimsiege gegen Titelverteidiger England. Die englische Mannschaft konnte jedoch nicht alle ihre Spieler mit nach Südafrika nehmen, da viele von ihnen noch in der Meisterschaft für ihre Clubs spielten oder verletzt ausfielen. Zu Beginn des Tri Nations 2007 bezwangen die Springboks die Wallabies und verloren knapp gegen die All Blacks. Anschließend wechselte White den Kader vollständig aus. Es gab zwar Vorwürfe, dass das Entsenden einer „B-Mannschaft“ zu einer Wettbewerbsverzerrung führen würde, doch diese hielt trotz zweier Niederlagen recht gut mit.
Vor Beginn der Weltmeisterschaft 2007 in Frankreich gehörte die ausgeruhte Stammbesetzung der Springboks zu den Mitfavoriten. Die Südafrikaner gewannen die Gruppenspiele gegen Samoa, England und die USA deutlich, während sie gegen Tonga nur knapp eine Niederlage vermieden. Nach Siegen im Viertel- und Halbfinale gegen Fidschi bzw. Argentinien standen sie im Finale erneut den Engländern gegenüber. In einer sehr defensiv geprägten Partie (keiner Mannschaft gelang ein Versuch) setzten sie sich mit 15:6 durch, errangen damit zum zweiten Mal den Weltmeistertitel und standen erstmals überhaupt an der Spitze der Weltrangliste. Den Spielern wurden zahlreiche Auszeichnungen des IRB zuteil, unter anderem als „Mannschaft des Jahres“, Jake White als „Trainer des Jahres“ und der Flügelstürmer Bryan Habana als „Spieler des Jahres“. Aufgrund der hervorragenden Leistungen bei der WM erhielt das Team den Laureus Award in der Kategorie „Mannschaft des Jahres“.
Nach Whites Rücktritt wurde Peter de Villiers im Januar 2008 der erste nichtweiße Nationaltrainer. Er nominierte zehn farbige Spieler für seine erste Mannschaft, die das Jahr mit zwei Siegen gegen Wales und einem gegen Italien einläutete. Beim Tri Nations 2008 beendeten die Springboks eine fünf Jahre andauernde Serie von Heimsiegen der All Blacks durch einen 30:28-Erfolg in Dunedin; es war auch der erste Sieg der Südafrikaner über ihre Rivalen seit 1998. Außerdem galt das Carisbrook-Stadion von Dunedin bisher als unbezwingbare Bastion der All Blacks, denn seit 1921 hatten es die Springboks in sieben Anläufen nie geschafft, dort zu gewinnen. Im selben Turnier gelang ihnen mit 53:8 der höchste Sieg gegen Australien überhaupt. Da das Team aber alle anderen vier Spiele verlor, musste es dennoch mit dem letzten Platz vorliebnehmen. Das Jahr 2009 verlief erfolgreicher. Die British and Irish Lions waren auf einer ihrer selten gewordenen Touren zu Gast in Südafrika. Dabei entschieden die Springboks zwei der drei Test Matches und somit die Serie für sich. In überzeugender Manier, mit fünf Siegen in sechs Spielen, gewannen sie das Tri Nations 2009. Trotz zweier Niederlagen gegen Frankreich und Irland bei den End-of-year Internationals 2009 zeichnete der IRB die Springboks als Mannschaft des Jahres aus.
Beim Tri Nations 2010 enttäuschten die Springboks mit nur einem Sieg in sechs Spielen. Am 6. November 2010 hatten die Springboks die Ehre, die ersten Gäste der Iren im neu erbauten Aviva Stadium in Dublin zu sein. Die Südafrikaner versuchten bei den End-of-year Internationals 2010, erstmals nach fünf Jahrzehnten wieder einen Grand Slam zu erzielen. Sie gewannen zwar gegen Irland, Wales und England, scheiterten aber etwas überraschend an Schottland. Während des Tri Nations 2011 ließ de Villiers einige Schlüsselspieler im Hinblick auf die Weltmeisterschaft 2011 in Neuseeland pausieren. War diese Taktik vier Jahre zuvor noch aufgegangen, scheiterte sie diesmal. Die Springboks gewannen zwar ihre Vorrundenspiele gegen Wales, Fidschi, Namibia und Samoa, schieden jedoch im Viertelfinale knapp gegen Australien aus.
Die Springboks, nun unter Leitung von Heyneke Meyer stehend, begannen das Jahr 2012 mit zwei Siegen und einem Unentschieden gegen England. Durch die Aufnahme Argentiniens wandelte sich das Tri Nations zur Rugby Championship. In der Erstausgabe gewannen die Springboks nur zwei von sechs Spielen und mussten dem Neuling ein Unentschieden zugestehen. Die End-of-year Internationals 2012 endeten mit drei knappen Siegen gegen Irland, Schottland und Wales. Weiter ging es im Juni 2013 mit drei Siegen über Italien, Schottland und Samoa. Den Turniersieg bei der Rugby Championship 2013 vergaben die Springboks im entscheidenden letzten Heimspiel gegen Neuseeland. Hingegen gestalteten sie die End-of-year Internationals 2013 mit drei Siegen erfolgreich. Nach Erfolgen in den Juni-Länderspielen 2014 gegen Wales und Schottland schienen die Springboks weiterhin auf Kurs zu sein, erlitten jedoch während der Rugby Championship 2014 Niederlagen gegen Australien und Neuseeland, womit sie den anvisierten Turniersieg trotz vier Siegen knapp verpassten. Mit Niederlagen gegen Irland und Wales schlossen sie das Jahr ab. Danach wurde der Flügelstürmer Schalk Burger bei den Laureus Awards 2015 als „Comeback des Jahres“ ausgezeichnet.
Im Hinblick auf die bevorstehende Weltmeisterschaft 2015 in England wurde die Rugby Championship desselben Jahres in einem verkürzten Format ausgetragen. Südafrika verlor alle drei Spiele und belegte den letzten Platz. Beim letzten Spiel des Turniers in Durban ereignete sich Historisches: Überraschend verloren die Springboks mit 25:37 gegen Argentinien; es war dies der erste Sieg der Pumas gegen die Springboks. Fünf Wochen später schienen die Südafrikaner diese Niederlage noch nicht verdaut zu haben, als sie in ihrem ersten WM-Vorrundenspiel erstmals überhaupt gegen Japan antraten. Die als völlig chancenlos eingestuften Außenseiter sorgten in Brighton für eine der größten Sensationen in der Rugby-Geschichte und gewannen mit 34:32. Mit Siegen gegen Samoa, Schottland und die USA schafften die Springboks dennoch den ersten Platz in der Gruppe B. Nachdem sie sich im Viertelfinale gegen Wales durchgesetzt hatten, scheiterten sie im Halbfinale knapp am späteren Weltmeister Neuseeland. Mit dem Sieg im Spiel um Platz drei revanchierten sie sich an den Argentiniern.

### Vom Tiefpunkt zum vierten Weltmeistertitel

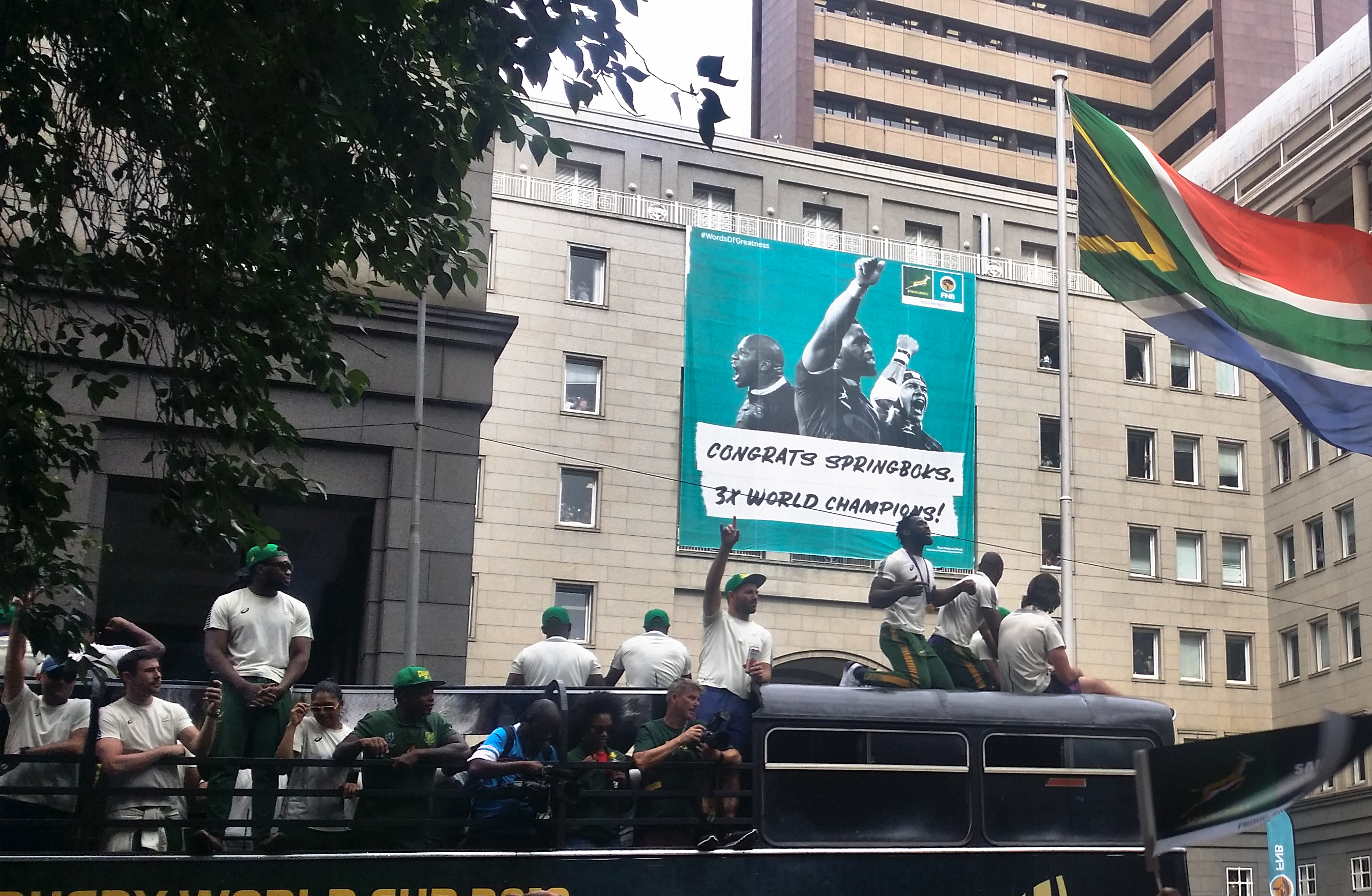
Siegesparade für die Springboks in Johannesburg nach dem WM-Sieg 2019 in Japan

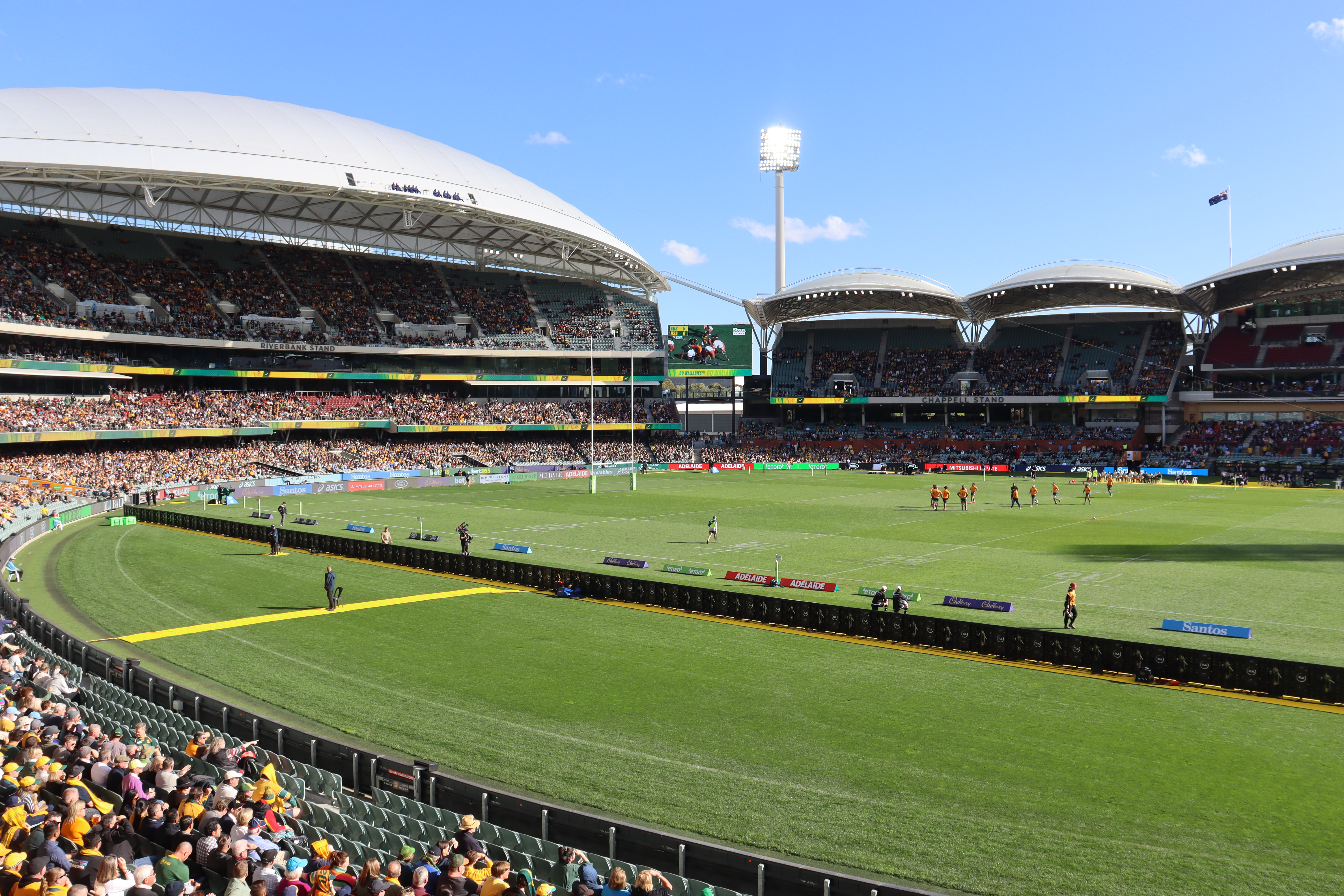
Australien gegen Südafrika in Adelaide (2022)

Allister Coetzee wurde als Nachfolger von Heyneke Meyer an die Spitze der Nationalmannschaft berufen. Im Juni 2016 empfingen die Springboks die irische Nationalmannschaft zu drei Spielen (zwei Siege und eine Niederlage). Die darauf folgende Rugby Championship 2016 beendeten sie mit zwei Siegen in sechs Spielen auf dem dritten Platz. Dabei mussten sie in Salta die erste Auswärtsniederlage gegen Argentinien sowie in Durban die höchste Heimniederlage gegen die All Blacks (15:57) hinnehmen. Alle drei Partien zum Jahresende gingen verloren. Dazu gehörte völlig überraschend die erste Niederlage gegen Italien, das sich am 19. November in Florenz mit 20:18 durchsetzen konnte. Trotz der miserablen Bilanz hielt der Verband an Coetzee fest. Das in ihn gesetzte Vertrauen schien zunächst gerechtfertigt, denn im Juni 2017 gelangen den Springboks drei Siege in Folge gegen Frankreich sowie zwei Siege gegen Argentinien zum Auftakt der Rugby Championship 2017. Im weiteren Verlauf des Turniers wussten sie jedoch nicht mehr zu überzeugen: So erlitten sie am 16. September in North Shore City eine 0:57-Auswärtsniederlage gegen die All Blacks, das schlechteste Ergebnis in der Geschichte der Mannschaft. Im November kam eine 3:38-Auswärtsniederlage gegen die Iren hinzu.
An die Stelle Coetzees trat Rassie Erasmus, der die Aufgabe hatte, die Springboks aus ihrem historischen Tief zu führen. Im Juni 2018 feierten sie zwei Siege gegen England und in der Rugby Championship 2018 belegten sie den zweiten Platz, wobei die im Turnierverlauf erlittenen Niederlagen eher knapp ausfielen. Zum Jahresende war die Bilanz ausgeglichen. Während der verkürzten Rugby Championship 2019 erzielten die Springboks zwei Siege und ein Unentschieden, womit sie das Turnier erstmals für sich entscheiden konnten; berücksichtigt man das Vorgängerturnier Tri Nations, so war dies der erste Turniersieg seit zehn Jahren.
Vor der Weltmeisterschaft 2019 zählten die Springboks zu den meistgenannten Favoriten. Zwar verloren sie das erste Gruppenspiel gegen Neuseeland, qualifizierten sich aber mit deutlichen Siegen über Namibia, Italien und Kanada mühelos für die K.-o.-Phase. Im Viertelfinale bezwangen sie Gastgeber Japan, im Halbfinale Wales. Das Finale zwischen Südafrika und England war die Wiederauflage des Finales von 2007, wobei sich die Springboks klar mit 32:12 durchsetzten und zum dritten Mal den Weltmeistertitel errangen. Dieser Erfolg ist in mehrfacher Hinsicht bemerkenswert: Bezüglich der Anzahl Weltmeistertitel zogen die Springboks mit den All Blacks gleich, sie sind die ersten Weltmeister mit einer Niederlage in der Gruppenphase und mit Siya Kolisi nahm erstmals ein schwarzer Kapitän den Webb Ellis Cup entgegen. Während dieser Zeremonie übergab er dem anwesenden Präsidenten Cyril Ramaphosa jenes Trikot, das Nelson Mandela beim WM-Finale 1995 getragen hatte. World Rugby ernannte die Springboks zur „Mannschaft des Jahres“, Rassie Erasmus zum „Trainer des Jahres“ und den Flügelstürmer Pieter-Steph du Toit zum „Spieler des Jahres“. Danach erhielt das Team den Laureus Award in der Kategorie „Mannschaft des Jahres“.
Im Januar 2020 folgte Jacques Nienaber auf Rassie Erasmus. Südafrika nahm aufgrund der weltweiten COVID-19-Pandemie nicht an der Tri Nations 2020 teil. Die Tour der British and Irish Lions nach Südafrika 2021 markierte für Südafrika die Rückkehr zum internationalen Spielgeschehen, obschon die Spiele hinter verschlossenen Türen ausgetragen wurden. Der Gastgeber gewann die Serie mit 2:1. Bei der anschließenden Rugby Championship 2021 erreichte Südafrika nach jeweils drei Siegen und Niederlagen nur den dritten Platz. Während der End-of-year Internationals 2021 gewann Südafrika gegen Wales und Schottland, unterlag jedoch England. Während der Mid-year Internationals 2022 gewannen die Springboks ihre Heimserie gegen Wales mit 2:1, nachdem die Gäste erstmals einen Auswärtssieg in Südafrika erringen konnten. Die Rugby Championship 2022 konnten die All Blacks mit nur einen Bonuspunkt mehr als die Springboks für sich entscheiden. Bei den End-of-year Internationals 2022 resultierten Niederlagen gegen Irland und Frankreich, während Südafrika gegen Italien und England gewinnen konnte. Während der verkürzten Rugby Championship 2023 resultierte nach zwei Siegen und einer Niederlage der zweite Platz.
Im letzten Aufwärmspiel vor der Weltmeisterschaft 2023 in Frankreich fügte Südafrika dem Rivalen Neuseeland in Twickenham mit 35:7 die bisher höchste Niederlage in deren Verbandsgeschichte zu. Für das Hauptturnier galten die Springboks als Titelverteidiger und aufgrund ihrer Leistungen vor dem Turnier als einer der Turnierfavoriten. In der Gruppenphase gelangen Südafrika deutliche Siege gegen Schottland (18:3), Rumänien (76:0) und Tonga (49:18), während es dem Mitfavoriten Irland knapp unterlag (8:13). Im Viertelfinale trafen die Springboks mit dem Gastgeber Frankreich auf den nächsten Titelfavoriten, wobei ihnen ein knapper 29:28-Sieg gelang. Im Halbfinale resultierte gegen England ein weiterer knapper Sieg (16:15), womit sie ihr viertes Finale erreichten. In diesem trafen sie auf den Erzrivalen Neuseeland, wobei eine Mannschaft erstmals den vierten Weltmeistertitel erringen konnte. In einem der knappsten Finalergebnisse setzten sich die Südafrikaner mit 12:11 durch, wobei sie aufgrund einer roten Karte für einen neuseeländischen Spieler ab der 27. Minute einen Spieler mehr hatten. Aufgrund ihrer herausragenden Leistungen waren die Springboks bei den Laureus Awards 2024 als „Mannschaft des Jahres“ und ihr Kapitän Siya Kolisi als „Comeback des Jahres“ nominiert.
Anfang 2024 kehrte Rassie Erasmus als Nationaltrainer zurück. Bei der Rugby Championship 2024 gewannen die Springboks ihr erstes Turnier in fünf Jahren, darunter den vierten aufeinander folgenden Sieg über die All Blacks seit 1949. Ende des Jahres wurde Pieter-Steph du Toit zum zweiten Mal als „Spieler des Jahres“ ausgezeichnet.

## Trikot

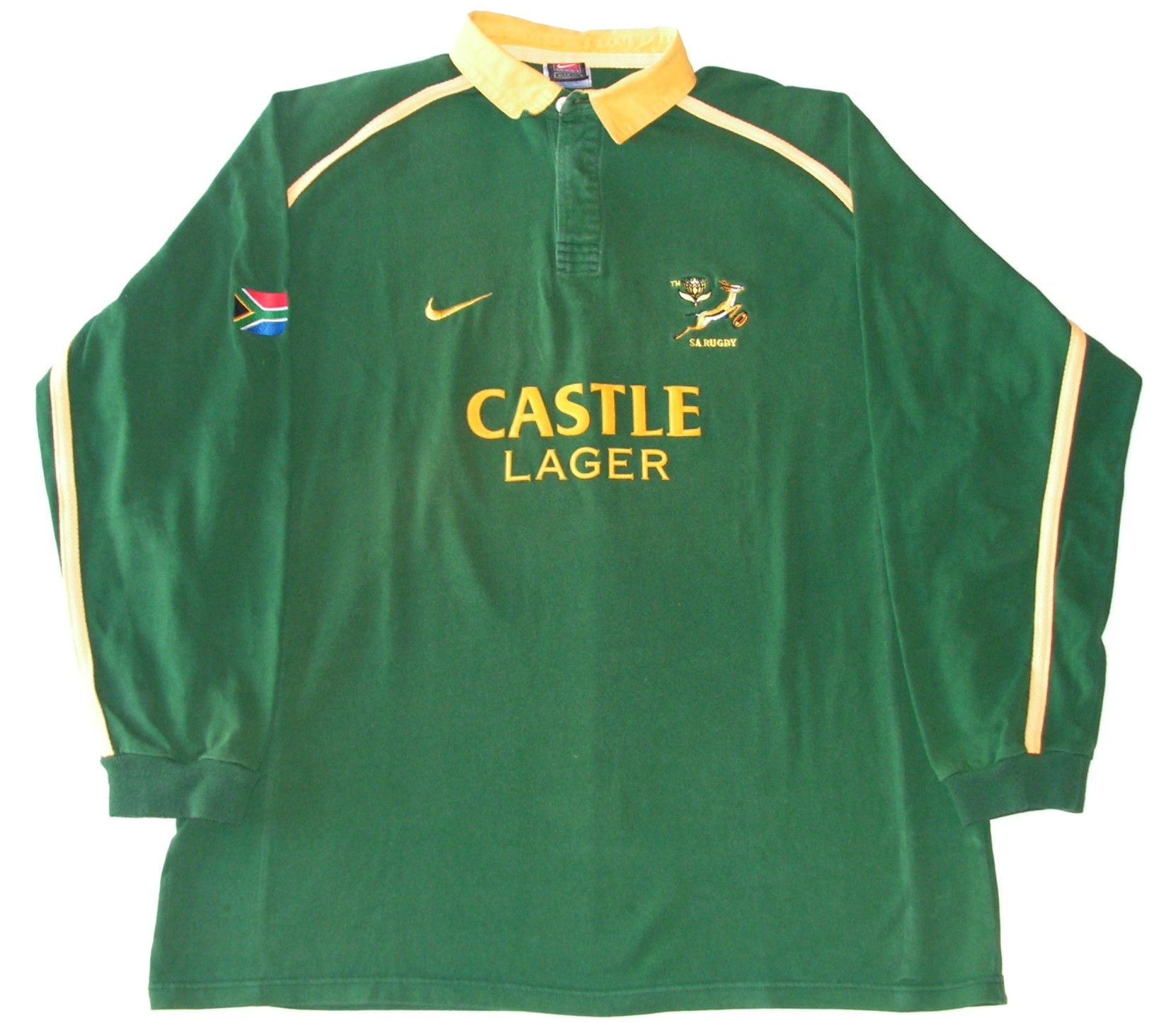
Springboktrikot (2002) mit Castle Lager als Sponsor

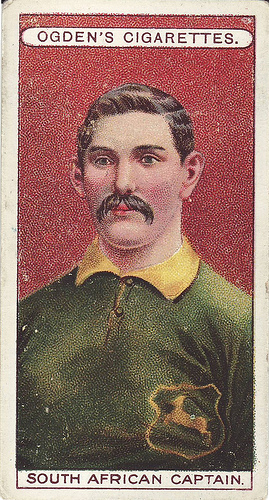
Farbfoto Zigarettenbild von Paul Roos, Kapitän der Springboks 1906

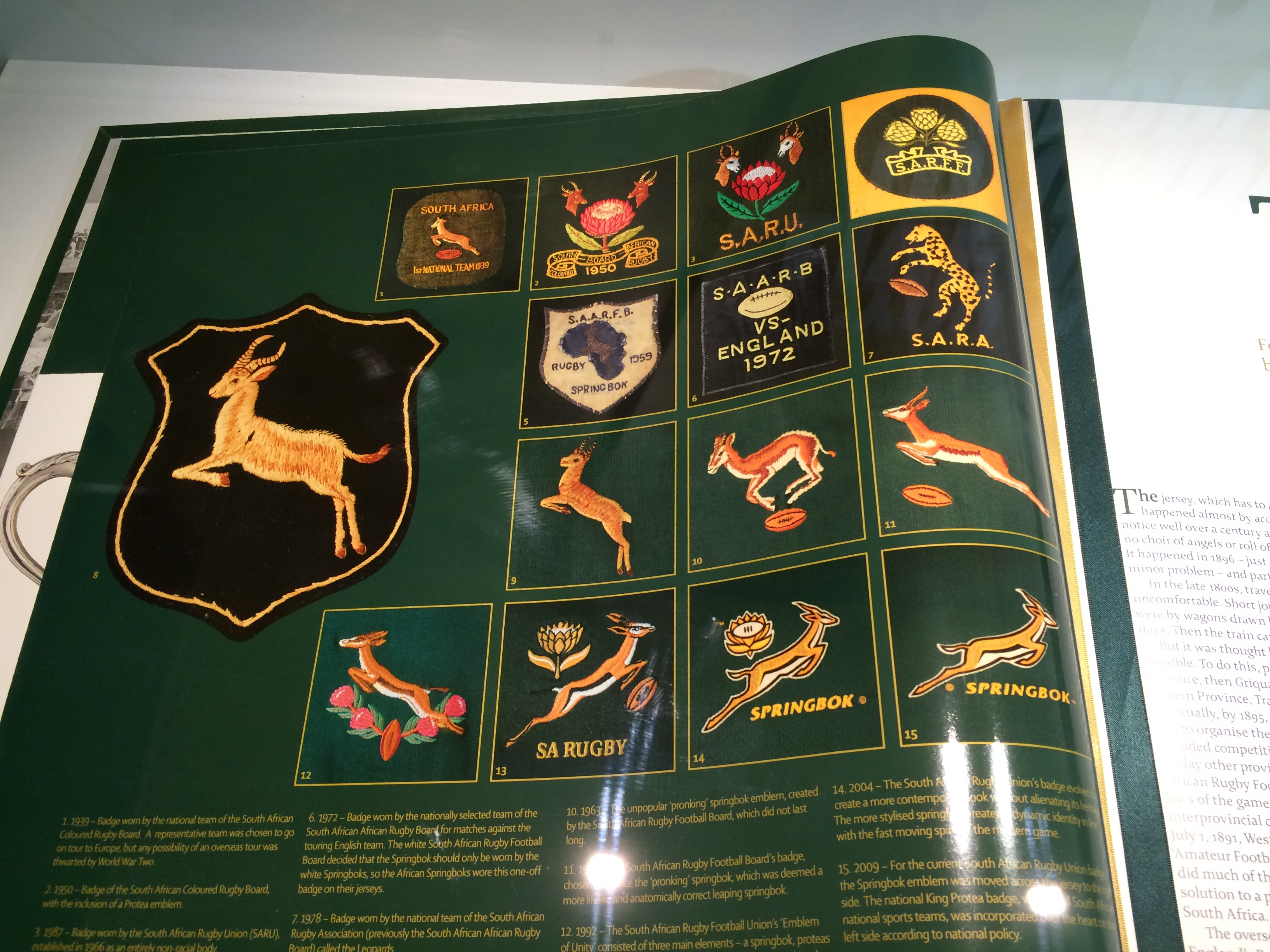
Darstellung der früheren Springbok-Logos im Springbok-Museum in Kapstadt

Südafrika spielt in grünen Trikots mit einem goldgelben Kragen, weißen Hosen und grünen Socken. Auf der linken Brust ist das Logo von SA Rugby und auf der rechten Brust das Springboklogo aufgestickt. Das japanische Unternehmen Asics ist der Trikotausrüster für alle südafrikanischen Rugbymannschaften, seitdem Asics im Jahr 2013 mit SA Rugby einen Vertrag unterzeichnet hat, der bis mindestens 2024 läuft. Der südafrikanische Mobilfunkanbieter MTN erscheint als Sponsor auf den Trikots. Andere Sponsoren sind FNB über den Rückennummern, sowie Land Rover, FlySafair und Southern Palace rund um die hinteren Säume der Shorts.
Das grüne Trikot trat während der British Lions Tour 1903 nach Südafrika erstmals in Erscheinung. Die ersten beiden Test Matches wurden in weißen Trikots absolviert und der letzte Test auf Newlands im grünen Trikot, das sich die Mannschaft beim Old Diocesan Club auslieh.
Während ihrer ersten Tour auf die Britischen Inseln 1906/07 spielte Südafrika in einem grünen Trikot mit weißem Kragen, blauen Hosen und blauen Socken; dieses Trikot lieh sich die Mannschaft ebenfalls beim Old Diocesan Club aus. Auf ihrer Tour 2006 nach Irland spielten die Springboks in Dublin zur Hundertjahrfeier dieser ersten Tour in einer Replica des historischen Trikots. Als die australischen Wallabies 1933 erstmals nach Südafrika kamen, trugen die Gäste zur Vermeidung von Verwechslungen himmelblaue Trikots, da damals beide Mannschaften in dunkelgrünen Trikots spielten. Während der Australientour 1953 trugen die Südafrikaner weiße Trikots und während ihrer Tour 1961 trugen die Wallabies goldfarbene Trikots. 2017 spielten die Springboks in Argentinien in einem roten Trikot. Dies war Teil einer Asics-Kampagne, während der die Springboks und die Blitzboks Trikots in allen Farben der südafrikanischen Flagge trugen – das 15er-Team spielte in grünen, weißen und roten Trikots, während das 7er-Team Gold, Blau und Schwarz trug.
Der Spitzname der Springboks entstand während der Tour von 1906/07 auf die Britischen Inseln. Der damalige Kapitän Paul Roos wählte den Springbock als Logo aus, um zu verhindern, dass die britische Presse einen eigenen Spitznamen für die Südafrikaner erfand. Das Logo war nicht nur für die damalige „weiße“ Mannschaft gedacht – das Springboklogo wurde 1939 von der ersten „farbigen“ Mannschaft verwendet und 1950 von der ersten „schwarzen“ Mannschaft. Nach dem Ende der Apartheid fügte man 1992 dem Logo eine stilisierte Blüte der Protea hinzu. Nach dem Sieg des ANC bei den ersten demokratischen Wahlen für alle Südafrikaner im Jahr 1994 wurde auf Initiative des damaligen Präsidenten Nelson Mandela der Spitzname der Rugbymannschaft im Gegensatz zu dem der Cricket-Nationalmannschaft nicht in „Proteas“ geändert. Gelb/gold und grün sind die nationalen Sportfarben Südafrikas und finden sich auch auf der Landesflagge.
Im Dezember 2008 beschloss die South African Rugby Union die Umgestaltung des Trikots, wobei man die Protea auf die linke Brust verschob, wie bei anderen Trikots südafrikanischer Nationalmannschaften, und den Springbok auf die rechte Brust. Das neue Trikot wurde erstmals während der British and Irish Lions Tour in Südafrika 2009 verwendet. Das Mannschaftsmaskottchen trägt den Spitznamen Bokkie (Afrikaans für: „Böckchen“) und ist eine Springbock-Antilope.

## Trikotausrüster und -sponsoren

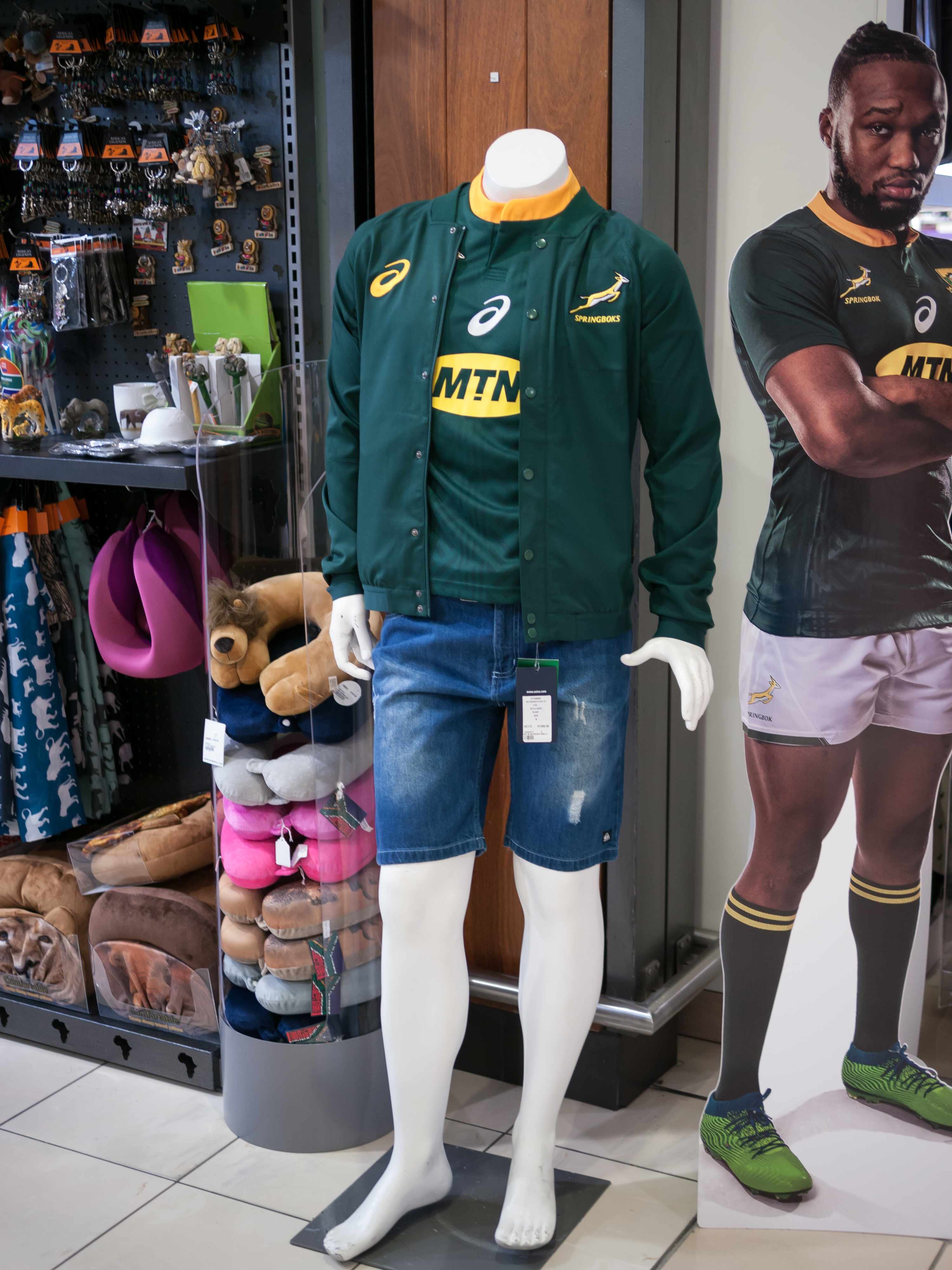
Springboktrikot (2018) in Kapstadt mit MTN als Sponsor

Seit der Wiederzulassung von Südafrika am internationalen Sportgeschehen 1992 traten die folgenden Trikotausrüster und -sponsoren in Erscheinung:
| Zeitraum                     | Ausrüster            | Sponsor             |
| ---------------------------- | -------------------- | ------------------- |
| 1992–1996                    | Cotton Traders       | Lion Lager          |
| 1996–1999                    | Nike                 | Kein Trikotsponsor  |
| 2000–2003                    | Nike                 | Castle Lager        |
| Mid-year Internationals 2004 | Kein Trikotausrüster | Castle Lager        |
| Tri Nations 2004             | Canterbury           | Castle Lager        |
| Dezember 2004–2010           | Canterbury           | Sasol               |
| 2011–2013                    | Canterbury           | Absa                |
| 2014–2015                    | Asics                | Absa                |
| Mid-year Internationals 2016 | Asics                | Blue Label Telecoms |
| 2017–2023                    | Asics                | MTN Group           |
| seit 2023                    | Nike                 | MTN Group           |

## Stadien

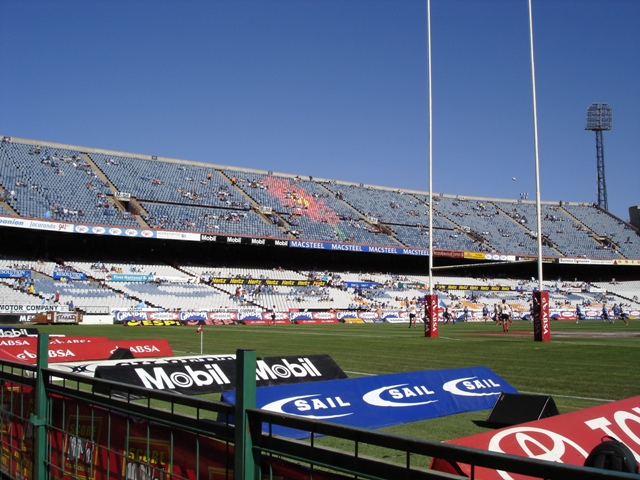
Das Loftus-Versfeld-Stadion in Pretoria

Wie in den Rugbynationen Argentinien, Australien, Frankreich und Neuseeland gibt es in Südafrika kein offizielles „Nationalstadion“, vielmehr absolvieren die Springboks in zahlreichen verschiedenen Orten Südafrikas ihre Heimspiele. Das Stadion des Finalspiels der Weltmeisterschaft von 1995 ist das Ellis-Park-Stadion in Johannesburg mit einer Kapazität von 60.000 Zuschauern. Weitere oft genutzte Spielorte der Springboks sind das Loftus-Versfeld-Stadion in Pretoria, das Newlands-Stadion in Kapstadt, das Free-State-Stadion in Bloemfontein, das Kings-Park-Stadion in Durban und das Nelson-Mandela-Bay-Stadion in Port Elizabeth. Am 21. August 2010 absolvierten die Springboks ihr erstes Test Match im FNB-Stadion, ein Spiel im Rahmen der Tri Nations 2010 gegen Neuseeland. Andere Stadien, die für Test Matches verwendet wurden, sind das Buffalo-City-Stadion in East London, das Royal-Bafokeng-Stadion nahe Rustenburg, das Mbombela-Stadion in Mbombela und das Witbank-Stadion in eMalahleni.
Südafrikas erstes Test Match fand 1891 im St George’s Park von Port Elizabeth statt. Der Ellis Park wurde 1928 eingeweiht und stellte während des Spieles zwischen den Springboks und den British and Irish Lions 1955 mit 100.000 Zuschauern einen neuen Rekord auf.
Die Springboks sind angeblich im Vorteil, wenn sie auf dem Highveld gegen tourende Mannschaften spielen. Bei Spielen im Ellis Park, im Loftus-Versfeld-Stadion oder im Free-State-Stadion hätten ihre Gegner wegen der Höhe mit physischen Problemen zu kämpfen; der Spielablauf werde jedoch auch durch andere Faktoren beeinflusst; so rolle der Ball weiter, wenn er gekickt wird. Beobachter sind sich nicht einig darüber, ob die statistisch schwächeren Leistungen von tourenden Mannschaften im direkten Zusammenhang mit der Höhe über dem Meeresspiegel und die daraus resultierende physische Herausforderung zu tun haben oder dies eher eine Folge ihres Gemütszustandes sei.

## Test Matches

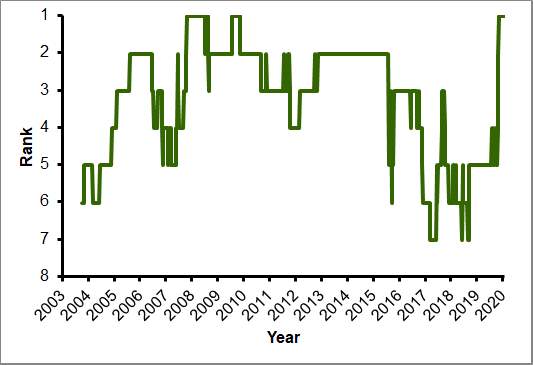
Südafrikas Position in der World-Rugby-Weltrangliste seit dem 10. Oktober 2003

Die Springboks weisen gegen fast jede Mannschaft, gegen die sie bisher gespielt haben, eine positive Bilanz auf; nur gegen die neuseeländischen All Blacks ist die Bilanz negativ. Südafrika hat 355 seiner bisher 564 Test Matches gewonnen, was einer Gewinnbilanz von 62,94 % entspricht. Damit sind die Springboks eine der international erfolgreichsten Nationalmannschaften überhaupt. Den deutlichsten Sieg erzielten sie am 11. Juli 2005 mit 134:3 gegen Uruguay, die deutlichste Niederlage erlitten sie am 16. September 2017 mit 0:57 gegen Neuseeland.
Südafrikas Statistik der Test Matches gegen alle Nationen, alphabetisch geordnet, ist wie folgt (Stand: 14. August 2025):
| Land                    | Spiele | Gewonnen | Unent- schieden | Verloren | % Siege |
| ----------------------- | ------ | -------- | --------------- | -------- | ------- |
| Argentinien             | 38     | 33       | 1               | 4        | 86,84   |
| Australien              | 95     | 52       | 3               | 40       | 54,74   |
| Barbarians              | 8      | 3        | 1               | 4        | 37,50   |
| British and Irish Lions | 49     | 25       | 6               | 18       | 51,02   |
| England                 | 47     | 29       | 2               | 16       | 61,70   |
| Fidschi                 | 3      | 3        | 0               | 0        | 100,00  |
| Frankreich              | 46     | 28       | 6               | 12       | 60,87   |
| Georgien                | 3      | 3        | 0               | 0        | 100,00  |
| Irland                  | 30     | 19       | 1               | 10       | 63,33   |
| Italien                 | 18     | 17       | 0               | 1        | 94,44   |
| Japan                   | 3      | 2        | 0               | 1        | 66,67   |
| Kanada                  | 3      | 3        | 0               | 0        | 100,00  |
| Namibia                 | 3      | 3        | 0               | 0        | 100,00  |
| Neuseeland              | 108    | 42       | 4               | 62       | 38,89   |
| Pacific Islanders       | 1      | 1        | 0               | 0        | 100,00  |
| Portugal                | 1      | 1        | 0               | 0        | 100,00  |
| Rumänien                | 2      | 2        | 0               | 0        | 100,00  |
| Samoa                   | 9      | 9        | 0               | 0        | 100,00  |
| Schottland              | 30     | 24       | 0               | 6        | 80,00   |
| Sudamérica XV           | 8      | 7        | 0               | 1        | 87,50   |
| Spanien                 | 1      | 1        | 0               | 0        | 100,00  |
| Tonga                   | 3      | 3        | 0               | 0        | 100,00  |
| Uruguay                 | 3      | 3        | 0               | 0        | 100,00  |
| Vereinigte Staaten      | 4      | 4        | 0               | 0        | 100,00  |
| Wales                   | 43     | 34       | 1               | 8        | 79,07   |
| World XV                | 5      | 5        | 0               | 0        | 100,00  |
| Gesamt                  | 564    | 355      | 25              | 184      | 62,94   |

Nicht inbegriffen sind Spiele gegen diverse Auswahlmannschaften im Rahmen der Überseetouren der Amateur-Ära sowie die von New Zealand Rugby nicht offiziell anerkannten Begegnungen mit den New Zealand Cavaliers. Begegnungen mit den New South Wales Waratahs (1920–1928) werden von der South African Rugby Union ebenfalls nicht als Test Matches anerkannt.

## Rivalitäten mit anderen Nationalmannschaften

### Nordhalbkugel
Wie die anderen etablierten Rugbynationen der südlichen Hemisphäre pflegt auch Südafrika eine Rivalität mit den Nationalmannschaften der nördlichen Hemisphäre. So traf Südafrika bei zwei seiner drei Endspielteilnahmen auf England (2007 und 2019), die man beide gewann. Seit 2007 spielt Südafrika gegen Wales um den Prince William Cup (benannt nach William, Duke of Cambridge). Seit 2021 spielt Südafrika mit den British and Irish Lions um die Lions Series Trophy, die dem Sieger jeder vierjährlichen Lions-Serie überreicht wird.

### Neuseeland

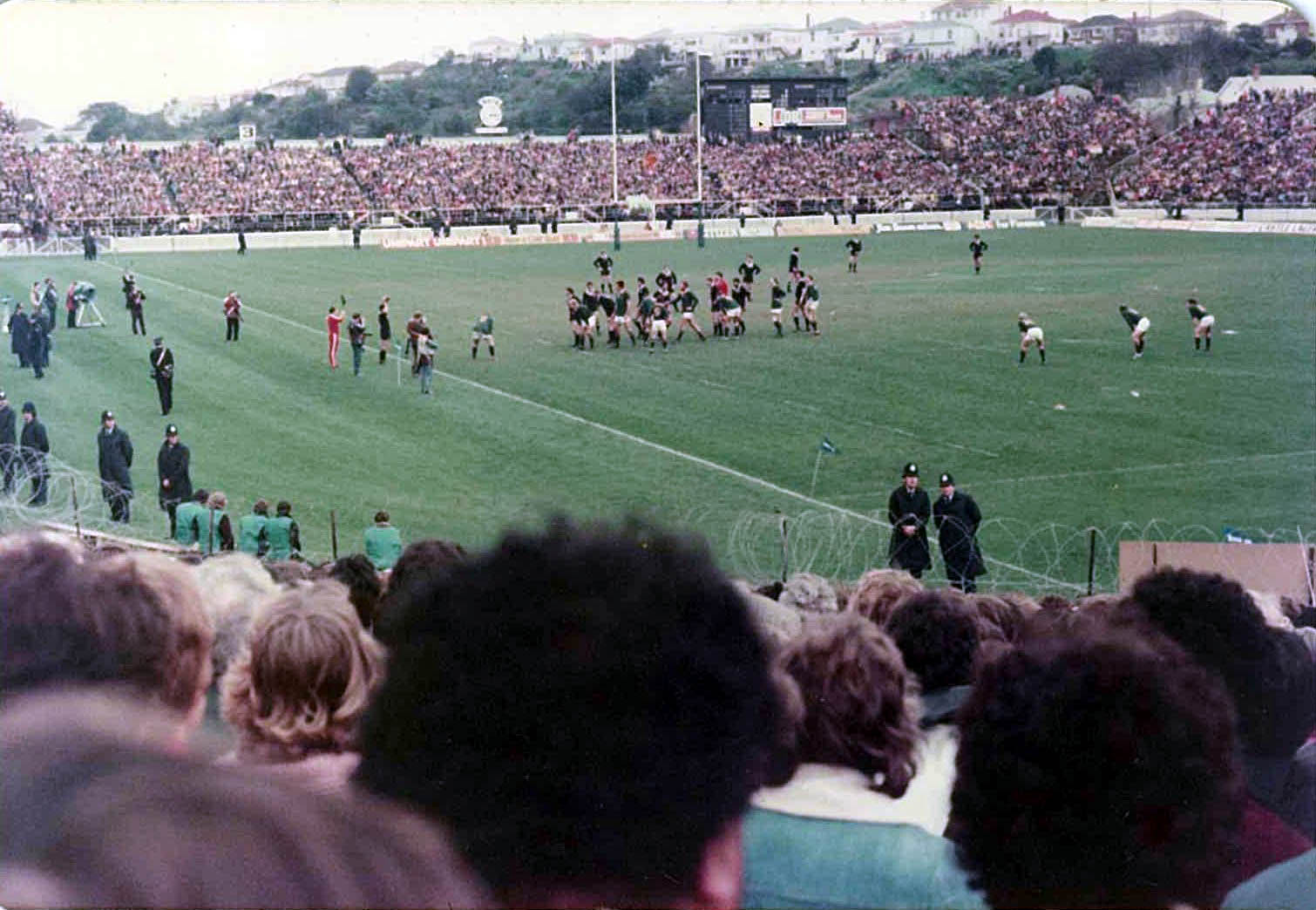
Das Test Match der All Blacks gegen die Springboks 1981 in Auckland fand hinter Stacheldraht statt und wurde von Protesten begleitet

Seit dem ersten Aufeinandertreffen 1921 in Neuseeland besteht zwischen den Springboks und den All Blacks, die als die besten beiden Rugby-Union-Nationalmannschaften der Welt angesehen werden, eine große Rivalität. Bereits damals galten beide Teams als die besten der Welt, was auch mit dem unentschiedenen Ausgang der ersten Testserie bestätigt wurde. Die zweite Testserie beim Gegenbesuch 1928 in Südafrika endete wiederum ausgeglichen. 1937 gelang den Springboks in Neuseeland der Seriensieg gegen die All Blacks. 1949 gewannen die Südafrikaner die Heimserie gegen die All Blacks mit einem bis heute bestehenden Negativrekord für die Neuseeländer. 1956 gewannen die All Blacks dagegen die Heimserie gegen die Springboks. 1960 waren die Springboks wieder während der Heimserie gegen die All Blacks erfolgreich, die Tour blieb aber eher wegen ihrer politischen Querelen als wegen der Erfolge in Erinnerung. Danach waren die gegenseitigen Touren vor allem von der südafrikanischen Apartheidpolitik und dem Tauziehen um neuseeländische Māori-Spieler in der Mannschaft der All Blacks gegen die Springboks geprägt. Bis in die 1980er Jahre unternahm man gegenseitige Touren, die aber auf starken politischen Widerstand seitens Apartheidsgegnern stießen und demzufolge von Protesten auch anderer Staaten begleitet wurden. Das Festhalten der neuseeländischen Regierung an der Tour nach Südafrika 1976 und die Weigerung des Internationalen Olympischen Komitees (Rugby war damals keine Olympische Sportart), Neuseeland nach Protesten seitens afrikanischer Staaten von den Olympischen Sommerspielen 1976 auszuschließen, führten gar zum Boykott der Spiele durch 30 überwiegend afrikanische Staaten.
Erst mit dem Ende der Apartheid kehrte Normalität in die gegenseitige Rivalität ein. Bis heute ist die Bilanz der Springboks lediglich gegen die All Blacks negativ. Die Rivalität erweiterte sich seither um den Aspekt der Weltmeisterschaften, da die All Blacks und die Springboks bis 2023 die einzigen Dreifachweltmeister waren. Durch ihren Sieg im Finale der WM 2023 wurden die Springboks die ersten Vierfachweltmeister (bei bisher zehn Weltmeisterschaften insgesamt). Beide Nationalmannschaften trafen bei Weltmeisterschaften bisher sechsmal aufeinander, wobei die All Blacks und Springboks jeweils drei Mal siegreich waren. Die wichtigsten Siege für die Südafrikaner waren das Finale der Weltmeisterschaft 1995, als man in der Verlängerung mit 15:12 gewann, und das Finale 2023, das sie mit 12:11 gewannen. Seit 1996 treffen beide Mannschaften bei den jährlichen Tri Nations bzw. der Rugby Championship aufeinander. Während der Rugby Championship 2017 fügten die All Blacks den Springboks die bisher höchste Niederlage bei: 0:57. Im Aufwärmspiel vor der WM 2023 im Twickenham fügten die Springboks wiederum den All Blacks ihre höchste Niederlage der Verbandsgeschichte zu: 7:35.
Aufgrund der Geschichte der Springboks als rein „weisses“ Team unterstützten viele Südafrikaner, die damals unter rassistischer Diskriminierung litten, die All Blacks anstelle der Springboks, auch über Generationen hinweg. Die Unterstützung der jeweils gegnerischen Mannschaft war für sie eine Geste des Widerstands gegen die Apartheid und deren Symbole. Von anderen Südafrikanern wurde dies nach dem Ende der Apartheid dagegen als „unpatriotisch“ und „Verrat“ kritisiert. Seit den Triumphen einer vermehrt aus „Schwarzen“, „Weissen“ und Coloureds zusammengestellten Mannschaft seit der Weltmeisterschaften 1995 sowie Umstrukturierungen in der Führungsriege können sich mehr und mehr Südafrikaner aller ethnischen Zugehörigkeiten mit der Rugby-Nationalmannschaft identifizieren, weswegen die Unterstützung für die All Blacks oder andere Nationen selten geworden ist.

## Erfolge

### Weltmeisterschaften

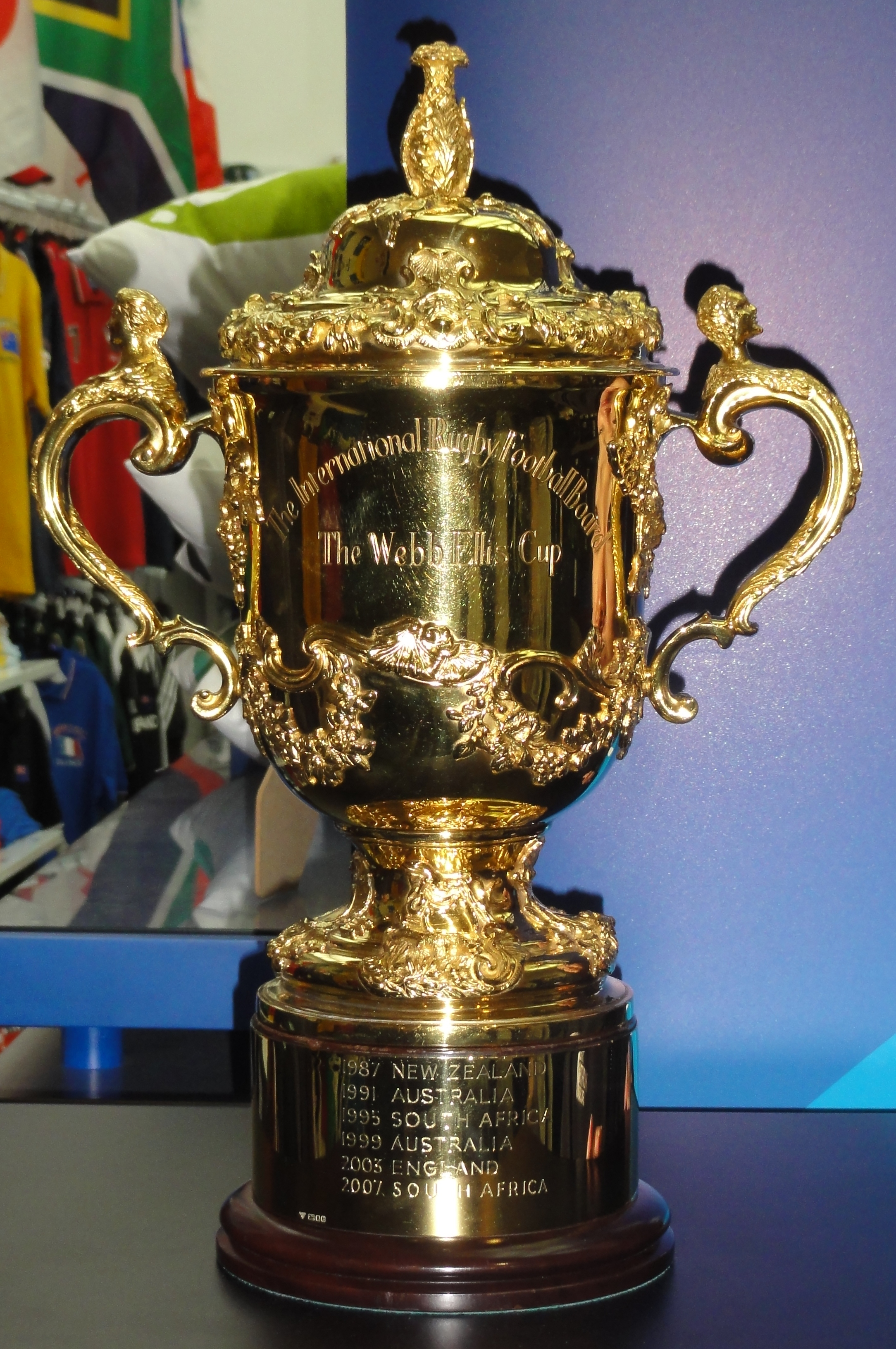
Südafrika konnte 1995, 2007, 2019 und 2023 den Webb Ellis Cup in Empfang nehmen

Obwohl die Springboks aufgrund der Apartheid in Südafrika die ersten zwei Weltmeisterschaften verpassten, konnten sie den Webb Ellis Cup, die Trophäe der alle vier Jahre ausgetragenen Weltmeisterschaft, als bisher erste Rugby-Nationalmannschaft den Titel bereits viermal entgegennehmen: bei der dritten Austragung 1995 im eigenen Land, 2007 in Frankreich, 2019 in Japan sowie 2023 in Frankreich. 1999 und 2015 verloren sie das Halbfinale, gewannen jedoch daraufhin das Spiel um Platz 3. In den Jahren 2003 und 2011 schieden sie bereits im Viertelfinale aus, ihr schlechtestes Abschneiden bisher.
| Jahr | Resultat        | Spiele          | Siege           | Unent.          | Ndlg.           | +/-             | Punkte          |
| ---- | --------------- | --------------- | --------------- | --------------- | --------------- | --------------- | --------------- |
| 1987 | ausgeschlossen  | ausgeschlossen  | ausgeschlossen  | ausgeschlossen  | ausgeschlossen  | ausgeschlossen  | ausgeschlossen  |
| 1991 | ausgeschlossen  | ausgeschlossen  | ausgeschlossen  | ausgeschlossen  | ausgeschlossen  | ausgeschlossen  | ausgeschlossen  |
| 1995 | Weltmeister     | 6               | 6               | 0               | 0               | 144:67          | 9               |
| 1999 | 3. Platz        | 6               | 5               | 0               | 1               | 219:101         | 6               |
| 2003 | Viertelfinale   | 5               | 3               | 0               | 2               | 193:89          | 15              |
| 2007 | Weltmeister     | 7               | 7               | 0               | 0               | 278:86          | 19              |
| 2011 | Viertelfinale   | 5               | 4               | 0               | 1               | 175:35          | 18              |
| 2015 | 3. Platz        | 7               | 5               | 0               | 2               | 241:108         | 16              |
| 2019 | Weltmeister     | 7               | 6               | 0               | 1               | 262:67          | 15              |
| 2023 | Weltmeister     | 7               | 6               | 0               | 1               | 208:88          | 15              |
| 2027 | qualifiziert    | qualifiziert    | qualifiziert    | qualifiziert    | qualifiziert    | qualifiziert    | qualifiziert    |
| 2031 | noch ausstehend | noch ausstehend | noch ausstehend | noch ausstehend | noch ausstehend | noch ausstehend | noch ausstehend |

### Tri Nations/Rugby Championship
Das einzige jährliche Turnier der Springboks ist die seit 2012 ausgetragene Rugby Championship gegen Neuseeland, Australien und Argentinien (zuvor seit 1996 das Tri Nations gegen die beiden erstgenannten Teams). Den Südafrikanern gelangen bisher fünf Turniersiege (1998, 2004, 2009, 2019, 2024). Im Rahmen der Rugby Championship spielen die Springboks gegen Australien um die Mandela Challenge Plate (seit 2000) und gegen Neuseeland um den Freedom Cup (seit 2004).
| Land        | Spiele | Siege | Unent. | Ndlg. | Spiel- punkte | Diff. | Bonus punkte | Tabellen- punkte | Titel |
| ----------- | ------ | ----- | ------ | ----- | ------------- | ----- | ------------ | ---------------- | ----- |
| Neuseeland  | 76     | 52    | 0      | 24    | 2054:1449     | + 605 | 35           | 243              | 11    |
| Australien  | 76     | 30    | 3      | 43    | 1591:1817     | − 226 | 34           | 160              | 03    |
| Südafrika   | 72     | 28    | 1      | 43    | 1480:1831     | − 351 | 24           | 138              | 03    |
| Argentinien | 4      | 1     | 2      | 1     | 56:84         | − 28  | 0            | 8                | 0     |

| Land        | Spiele | Siege | Unent. | Ndlg. | Spiel- punkte | Diff. | Bonus- punkte | Tabellen- punkte | Titel |
| ----------- | ------ | ----- | ------ | ----- | ------------- | ----- | ------------- | ---------------- | ----- |
| Neuseeland  | 63     | 51    | 2      | 10    | 2154:1197     | + 957 | 40            | 249              | 09    |
| Südafrika   | 63     | 33    | 4      | 26    | 1637:1383     | + 254 | 30            | 166              | 02    |
| Australien  | 63     | 26    | 3      | 34    | 1411:1735     | − 324 | 14            | 131              | 01    |
| Argentinien | 63     | 12    | 1      | 50    | 1196:2063     | − 867 | 14            | 60               | 0     |

Die Punkte werden wie folgt berechnet: 4 Punkte bei einem Sieg, 2 Punkte bei einem Unentschieden, 0 Punkte bei einer Niederlage (vor möglichen Bonuspunkten), 1 Bonuspunkt für mindestens drei erfolgreiche Versuche mehr als der Gegner, 1 Bonuspunkt bei einer Niederlage mit weniger als sieben Punkten Unterschied.

### Weitere Test Matches
Während der Amateur-Ära tourten die Springboks zum Teil monatelang ins Ausland, um gegen andere Nationalteams sowie gegen Regionalauswahlen und Vereinsmannschaften anzutreten. Ebenso waren sie Gastgeber von durch Südafrika tourenden Nationalteams. Viermal gelang Südafrika ein Grand Slam, das heißt je ein Sieg gegen die Home Nations England, Irland, Schottland und Wales während derselben Tour (dies betrifft die Touren von 1912/13, 1931/32, 1951/52 und 1960/61).
Die Touren nach alter Tradition kamen um das Jahr 2000 zum Erliegen. Heute stehen für Test Matches gegen Teams der nördlichen Hemisphäre jedes Jahr zwei Zeitfenster zur Verfügung. Bei den Mid-year Internationals im Juni kommen Teams aus Europa nach Südafrika, bei den End-of-year Internationals im November kommen die Südafrikaner nach Europa. Dabei spielen die Springboks seit 2007 gegen Wales um den Prince William Cup.

## Spieler

### Aktueller Kader
Die folgenden Spieler bilden den Kader während der Rugby Championship 2025:
| Spieler                   | Position         | Mannschaft            | Länderspiele |
| ------------------------- | ---------------- | --------------------- | ------------ |
| Cobus Reinach             | Gedrängehalb     | Montpellier           | 040          |
| Morné van den Berg        | Gedrängehalb     | Lions                 | 003          |
| Grant Williams            | Gedrängehalb     | Sharks                | 019          |
| Sacha Feinberg-Mngomezulu | Verbinder        | Stormers              | 010          |
| Manie Libbok              | Verbinder        | Stormers              | 020          |
| Handré Pollard            | Verbinder        | Leicester Tigers      | 082          |
| Damian Willemse           | Verbinder        | Stormers              | 041          |
| Damian de Allende         | Innendreiviertel | Saitama Wild Knights  | 089          |
| André Esterhuizen         | Innendreiviertel | Sharks                | 020          |
| Ethan Hooker              | Innendreiviertel | Sharks                | 001          |
| Jesse Kriel               | Innendreiviertel | Yokohama Canon Eagles | 080          |
| Kurt-Lee Arendse          | Außendreiviertel | Bulls                 | 026          |
| Cheslin Kolbe             | Außendreiviertel | Tokyo Sungoliath      | 041          |
| Canan Moodie              | Außendreiviertel | Bulls                 | 014          |
| Edwill van der Merwe      | Außendreiviertel | Lions                 | 003          |
| Aphelele Fassi            | Schlussmann      | Sharks                | 012          |
| Willie le Roux            | Schlussmann      | Bulls                 | 100          |

| Spieler              | Position             | Mannschaft           | Länderspiele |
| -------------------- | -------------------- | -------------------- | ------------ |
| Malcolm Marx         | Hakler               | Kubota Spears        | 078          |
| Bongi Mbonambi       | Hakler               | Sharks               | 079          |
| Marnus van der Merwe | Hakler               | Scarlets             | 001          |
| Vincent Koch         | Pfeiler              | Sharks               | 063          |
| Wilco Louw           | Pfeiler              | Bulls                | 018          |
| Ox Nché              | Pfeiler              | Sharks               | 041          |
| Asenathi Ntlabakanye | Pfeiler              | Lions                | 001          |
| Boan Venter          | Pfeiler              | Edinburgh            | 001          |
| Jan-Hendrik Wessels  | Pfeiler              | Bulls                | 005          |
| Lood de Jager        | Zweite-Reihe-Stürmer | Saitama Wild Knights | 067          |
| Jean-Luc du Preez    | Zweite-Reihe-Stürmer | Bordeaux             | 014          |
| Eben Etzebeth        | Zweite-Reihe-Stürmer | Sharks               | 133          |
| Franco Mostert       | Zweite-Reihe-Stürmer | Honda Heat           | 079          |
| Ruan Nortjé          | Zweite-Reihe-Stürmer | Bulls                | 008          |
| RG Snyman            | Zweite-Reihe-Stürmer | Leinster             | 042          |
| Pieter-Steph du Toit | Flügelstürmer        | Toyota Verblitz      | 088          |
| Siya Kolisi          | Flügelstürmer        | Sharks               | 093          |
| Kwagga Smith         | Flügelstürmer        | Shizuoka Blue Revs   | 053          |
| Marco van Staden     | Flügelstürmer        | Bulls                | 027          |
| Cobus Wiese          | Flügelstürmer        | Bulls                | 002          |

### Bekannte Spieler

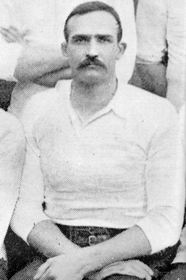
Barry Heatlie

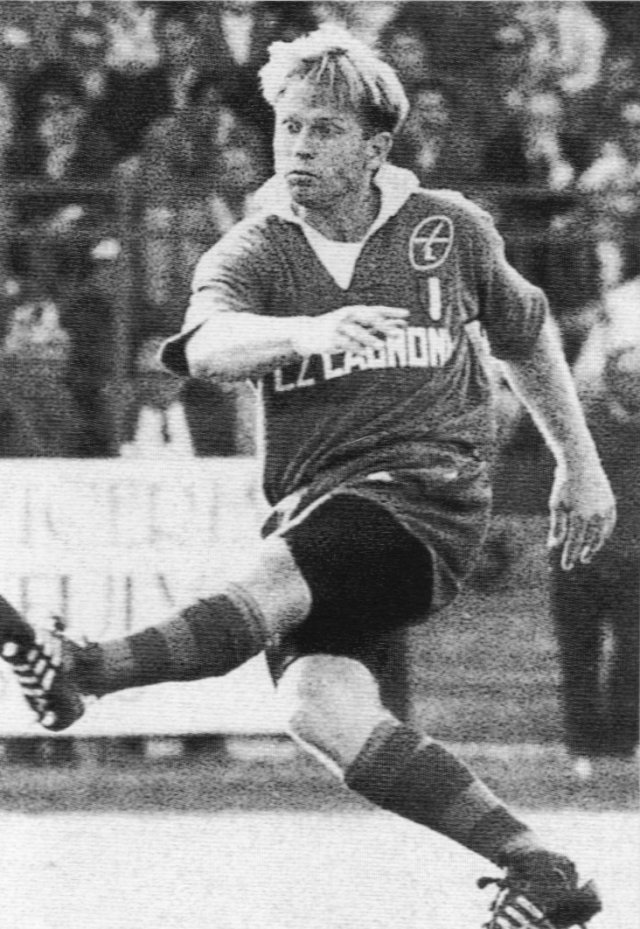
Naas Botha (1987)

John Smit (2008)

13 ehemalige südafrikanische Spieler wurden aufgrund ihrer herausragenden Leistungen in die World Rugby Hall of Fame aufgenommen:
| Spieler                  | Position                            | Aufnahme |
| ------------------------ | ----------------------------------- | -------- |
| Naas Botha               | Verbindungshalb                     | 2015     |
| Bryan Habana             | Außendreiviertel                    | 2023     |
| Danie Craven             | Gedrängehalb                        | 2007     |
| Morné du Plessis         | Nummer Acht                         | 2015     |
| Frik du Preez            | Zweite-Reihe-Stürmer, Flügelstürmer | 2009     |
| Os du Randt              | Pfeiler                             | 2019     |
| Danie Gerber             | Innendreiviertel                    | 2015     |
| Barry Heatlie            | Zweite-Reihe-Stürmer                | 2009     |
| Hennie Muller            | Nummer Acht                         | 2015     |
| Bennie Osler             | Verbindungshalb                     | 2009     |
| Francois Pienaar         | Flügelstürmer                       | 2011     |
| John Smit                | Hakler, Pfeiler                     | 2009     |
| Joost van der Westhuizen | Gedrängehalb                        | 2015     |

Ebenfalls in die Hall of Fame aufgenommen wurden die Weltmeistertrainer Kitch Christie und Jake White sowie Präsident Nelson Mandela (für seinen Einfluss auf den Sport). 25 Spieler sind zweifache Weltmeister: Os du Randt (1995 und 2007), François Steyn (2007 und 2019) sowie Damian de Allende, Lukhanyo Am, Faf de Klerk, Pieter-Steph du Toit, Eben Etzebeth, Steven Kitshoff, Vincent Koch, Cheslin Kolbe, Siya Kolisi, Jesse Kriel, Willie le Roux, Frans Malherbe, Makazole Mapimpi, Malcolm Marx, Bongi Mbonambi, Franco Mostert, Trevor Nyakane, Handré Pollard, Cobus Reinach, Kwagga Smith, RG Snyman, Duane Vermeulen und Damian Willemse (alle 2019 und 2023). World Rugby zeichnete drei Springboks als Spieler des Jahres aus: Schalk Burger (2004), Bryan Habana (2007) und Pieter-Steph du Toit (2019).

### Auswahl der Spieler
Rugby Union war jahrzehntelang ein Sport für Amateure, weshalb die Spieler nebenbei einen Beruf ausübten und von ihrem Können höchstens dann finanziell profitieren konnten, wenn sie zu Rugby-League-Vereinen wechselten und somit automatisch die Spielberechtigung für Rugby Union verloren. Diese Situation änderte sich 1995 mit der Wandlung von Rugby Union zum Profisport. Daraufhin wechselten viele südafrikanische Spieler nach Europa, da sie dort lukrativere Verträge als in ihrer Heimat abschließen konnten. Mehrere bekannte Springboks spielten im Ausland, darunter Naas Botha (Italien), Francois Pienaar (England), Percy Montgomery (Wales und Frankreich), Stefan Terblanche (Wales), Butch James (England), Victor Matfield (Frankreich) und John Smit (Frankreich). Der Verband reagierte darauf, indem er jahrelang keine im Ausland unter Vertrag stehenden Spieler für die Nationalmannschaft berücksichtigte. Entsprechend sorgte Nationaltrainer Jake White im Jahr 2004 für Schlagzeilen, als er mit Percy Montgomery und Jaco van der Westhuyzen erstmals zwei außerhalb Südafrikas tätige Spieler aufbot.
Angesichts weiterhin anhaltender Abgänge nach Europa und zunehmend auch Japan drohte ein dauerhafter Verlust an talentierten Spielern, zumal gemäß den Regeln von World Rugby ein während fünf Jahren ununterbrochener Wohnsitz im Ausland ausreicht, um für die Nationalmannschaft eines anderen Landes spielberechtigt zu sein (bis Ende 2020 waren es drei Jahre). Seit dem 1. Juli 2017 erlaubt die South African Rugby Union nur jenen südafrikanischen Nationalspielern, die bereits mehr als 30 Test Matches für ihr Land absolviert haben, zu einem ausländischen Verein zu wechseln.

### Spielerstatistiken

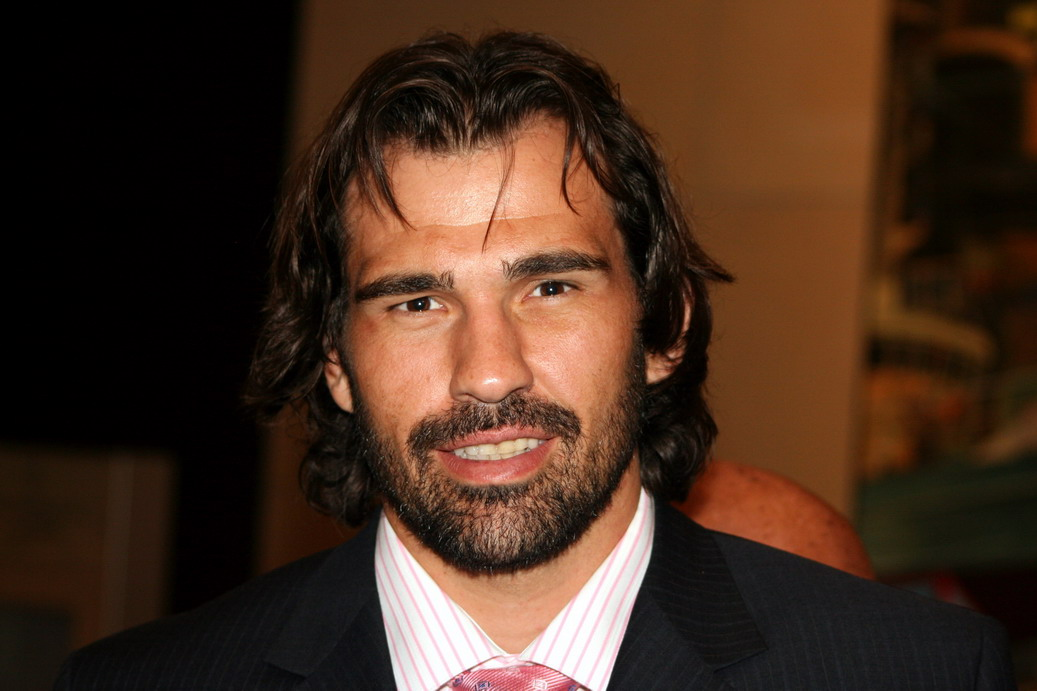
Victor Matfield (2006)

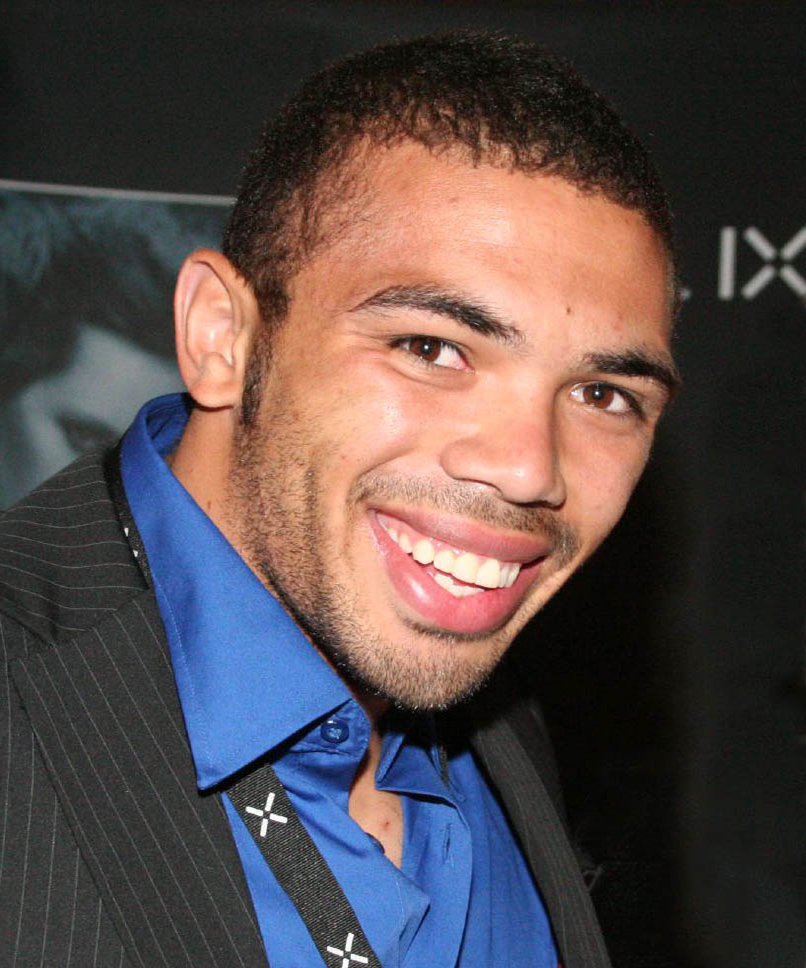
Bryan Habana (2006)

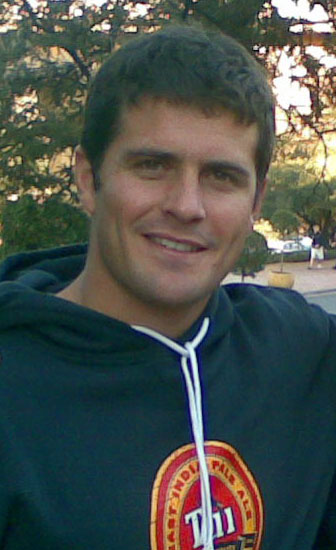
Morné Steyn (2010)

Nachfolgend sind die wichtigsten Statistiken aufgelistet, die Spieler Südafrikas betreffen. Die mit * markierten Spieler sind noch aktiv und können sich weiter verbessern.
(Stand: Oktober 2024)
| Rang | Name                     | Zeitraum  | Spiele |
| ---- | ------------------------ | --------- | ------ |
| 01   | Eben Etzebeth *          | 2012–2024 | 128    |
| 02   | Victor Matfield          | 2001–2015 | 127    |
| 03   | Bryan Habana             | 2004–2016 | 124    |
| 04   | Tendai Mtawarira         | 2008–2019 | 117    |
| 05   | John Smit                | 2000–2011 | 111    |
| 06   | Jean de Villiers         | 2002–2015 | 109    |
| 07   | Percy Montgomery         | 1997–2008 | 102    |
| 08   | Willie le Roux *         | 2013–2024 | 097    |
| 09   | Siya Kolisi *            | 2013–2024 | 089    |
| 10   | Joost van der Westhuizen | 1993–2003 | 089    |

| Rang | Name              | Zeitraum  | Spiele |
| ---- | ----------------- | --------- | ------ |
| 01   | John Smit         | 2003–2011 | 83     |
| 02   | Siya Kolisi *     | 2018–2024 | 58     |
| 03   | Jean de Villiers  | 2012–2015 | 37     |
| 04   | Gary Teichmann    | 1995–1999 | 36     |
| 05   | Francois Pienaar  | 1993–1996 | 29     |
| 06   | Victor Matfield   | 2007–2015 | 27     |
| 07   | Dawie de Villiers | 1965–1970 | 22     |
| 08   | Corné Krige       | 1999–2003 | 18     |
| 09   | André Vos         | 1999–2001 | 16     |
| 10   | Morné du Plessis  | 1975–1980 | 15     |

| Rang | Name                     | Zeitraum  | Punkte |
| ---- | ------------------------ | --------- | ------ |
| 01   | Percy Montgomery         | 1997–2008 | 893    |
| 02   | Handré Pollard *         | 2014–2024 | 755    |
| 03   | Morné Steyn              | 2009–2021 | 742    |
| 04   | Bryan Habana             | 2004–2016 | 335    |
| 05   | Elton Jantjies           | 2012–2022 | 331    |
| 06   | Naas Botha               | 1980–1992 | 312    |
| 07   | Joel Stransky            | 1993–1996 | 240    |
| 08   | Braam van Straaten       | 1999–2001 | 221    |
| 09   | Joost van der Westhuizen | 1993–2003 | 190    |
| 10   | Jannie de Beer           | 1997–1999 | 181    |

| Rang | Name                     | Zeitraum  | Versuche |
| ---- | ------------------------ | --------- | -------- |
| 01   | Bryan Habana             | 2004–2016 | 67       |
| 02   | Joost van der Westhuizen | 1993–2003 | 38       |
| 03   | Jaque Fourie             | 2003–2013 | 32       |
| 04   | Makazole Mapimpi *       | 2018–2024 | 30       |
| 05   | Jean de Villiers         | 2012–2015 | 27       |
| 06   | Breyton Paulse           | 1999–2007 | 26       |
| 07   | Percy Montgomery         | 1997–2008 | 25       |
| 08   | JP Pietersen             | 2006–2016 | 24       |
| 09   | Malcolm Marx *           | 2016–2024 | 21       |
| 10   | Pieter Rossouw           | 1997–2003 | 21       |

## Trainer

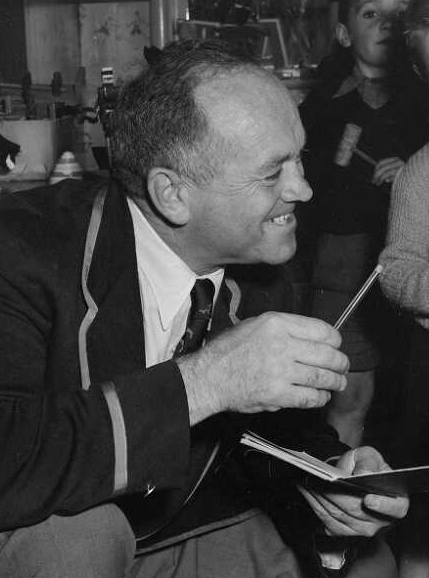
Danie Craven (1956)

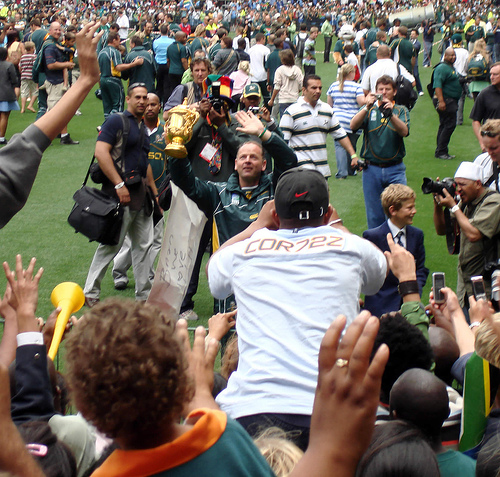
Nationaltrainer Jake White 2007 mit dem William Webb Ellis Cup im Kapstädter Newlands-Stadion

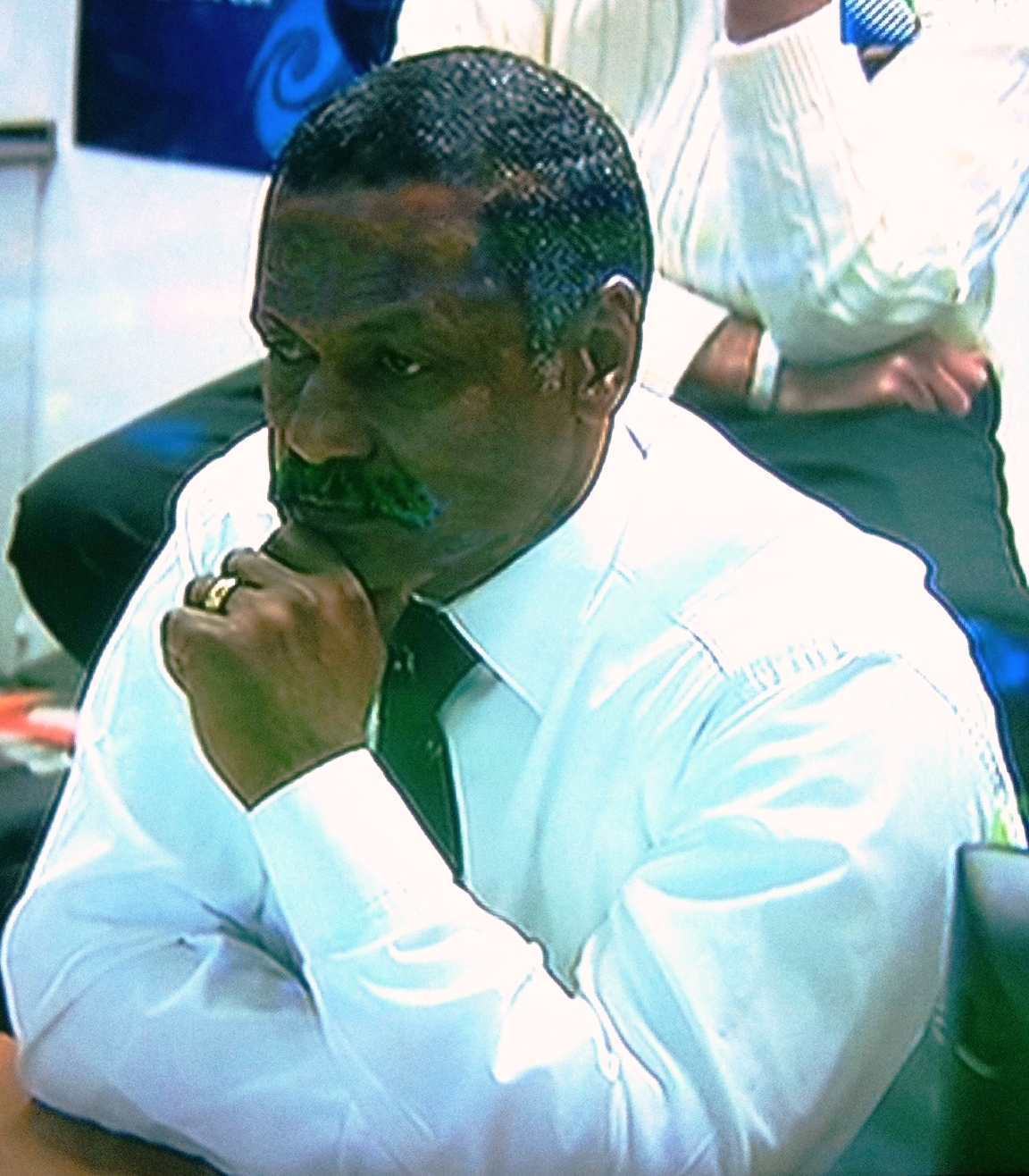
Peter de Villiers (2011)

Da die Definition und Rolle der Trainer bis zum Besuch der All Blacks 1949 sehr stark variierte, beinhaltet die folgende Tabelle nur Trainer, die seitdem angestellt wurden. Alle Trainer der Springboks waren ausnahmslos Südafrikaner.
| Name              | Jahre                 | Siege in % |
| ----------------- | --------------------- | ---------- |
| Danie Craven      | 1949–1956             | 74 %       |
| Basil Kenyon      | 1958                  | 0 %        |
| Hennie Muller     | 1960–1961, 1963, 1965 | 44 %       |
| Boy Louw          | 1960–1961, 1965       | 67 %       |
| Izak van Heerden  | 1962                  | 75 %       |
| Felix du Plessis  | 1964                  | 100 %      |
| Ian Kirkpatrick   | 1967, 1974            | 60 %       |
| Avril Malan       | 1969–1970             | 50 %       |
| Johan Claassen    | 1964, 1970–1974       | 50 %       |
| Nelie Smith       | 1980–1981             | 80 %       |
| Cecil Moss        | 1982–1989             | 83 %       |
| John Williams     | 1992                  | 20 %       |
| Ian McIntosh      | 1993–1994             | 33 %       |
| Kitch Christie    | 1994–1996             | 100 %      |
| Andre Markgraaff  | 1996                  | 61 %       |
| Carel du Plessis  | 1997                  | 37 %       |
| Nick Mallett      | 1997–2000             | 71 %       |
| Harry Viljoen     | 2000–2002             | 53 %       |
| Rudolf Straeuli   | 2002–2003             | 52 %       |
| Jake White        | 2004–2007             | 67 %       |
| Peter de Villiers | 2008–2011             | 62 %       |
| Heyneke Meyer     | 2012–2015             | 67 %       |
| Allister Coetzee  | 2016–2018             | 47 %       |
| Rassie Erasmus    | 2018–2019             | 63 %       |
| Jacques Nienaber  | 2020–2023             | 69 %       |
| Rassie Erasmus    | seit 2024             | 80 %       |

## Auszeichnungen
Die italienische Sportzeitung Gazzetta dello Sport wählte die südafrikanische Nationalmannschaft 2007 zur „Weltmannschaft des Jahres“. Der International Rugby Board, seit 2014 World Rugby, zeichnete Südafrika viermal als „Mannschaft des Jahres“ aus (2004, 2007, 2009 und 2019). Ebenso wurden die Springboks bei den Laureus Awards zweimal als „Mannschaft des Jahres“ ausgezeichnet (2008 und 2020).

## Kultureller Einfluss

### Filme
Die Springboks spielen eine zentrale Rolle in dem 2009 in den USA erschienenen Film Invictus – Unbezwungen. Der auf dem Buch Playing the Enemy von John Carlin basierende Film beschreibt, wie der damalige Präsident von Südafrika, Nelson Mandela, die Weltmeisterschaft nutzte, um die noch kurz zuvor durch die Apartheid gespaltene Nation mit Unterstützung des südafrikanischen Nationalteams, den Springboks, über die politisch betriebene Spaltung der Gesellschaft hinweg zu einen. Die Regie des Films führte Clint Eastwood, in den Hauptrollen sind Morgan Freeman als Nelson Mandela und Matt Damon als Teamkapitän Francois Pienaar zu sehen.
Der südafrikanische Film Modder en Bloed (deutsch: „Schlamm und Blut“), der dort 2016 erschien, thematisiert die Anfänge des Rugby im Kriegsgefangenenlager auf der britischen Insel St. Helena während des Zweiten Burenkrieges. Der südafrikanische Musiker und Schauspieler Bok van Blerk ist in der Rolle des Buren-Kommandanten Gideon Scheepers zu sehen. Der Protagonist Willem Morkel basiert auf dem Rugbyspieler Sommie Morkel, der 1906 vier Spiele für Südafrika absolvierte.
Der australische Film The Brighton Miracle (deutsch: „Das Wunder von Brighton“) aus dem Jahr 2019 dreht sich um den Überraschungssieg Japans gegen Südafrika in der Gruppenphase der Weltmeisterschaft 2015 in der englischen Stadt Brighton.

### Lieder
Seit dem Erfolg bei der Weltmeisterschaft 1995 wird die Nationalmannschaft von dem traditionellen Arbeiterlied Shosholoza begleitet. Unter anderem nahmen Ladysmith Black Mambazo und der Soweto Gospel Choir das Lied zur Unterstützung der Springboks auf.
Hier kom die Bokke von Leon Schuster ist ein weiteres beliebtes Lied, das zur Unterstützung der Springboks von Fans gesungen wird. Es wurde ebenfalls während der Weltmeisterschaft 1995 beliebt und begleitet die Nationalmannschaft seitdem.
Siya Kolisi begann als Kapitän der Springboks zusammen mit Makazole Mapimpi und Lukhanyo Am das Ritual, vor jedem Spiel in ihrer Muttersprache isiXhosa ein Gwijo vorzutragen. Gwijo ist ein traditioneller A-cappella-Singstil der Xhosa-Kultur im Frage-Antwort Format, der Emotionen und Motivation vermitteln soll. Die Idee wurde von Fans aufgegriffen und so wurden die Springboks sowohl bei der WM 2019 als auch 2023 musikalisch von einem Gwijo-Team (Gwijo squad) angefeuert und unterstützt.